# Partido Socialista (Argentina)
El Partido Socialista (PS) es un partido político argentino fundado el 28 de junio de 1896. El PS de la Argentina se enrola en la socialdemocracia, e internacionalmente está afiliado a la Alianza Progresista. A lo largo de su existencia el PS sufrió múltiples escisiones y permaneció dividido entre 1958 y 2003. Luego de recuperar la democracia en diciembre de 1983, el PS alcanzó un desarrollo considerable en la provincia de Santa Fe, donde encabezó el frente que gobernó la provincia entre 2007 y 2019. La acción del PS se manifestó históricamente también en el gobierno de dos de las ciudades más grandes del país, Mar del Plata (1920-1929; 1958-1966; 1973-1976; 1981-1983), Rosario (1989-2019) y Zárate (1983-1995).
Entre las personalidades históricas más importantes del partido se destacan Alfredo Palacios, el primer diputado socialista de América Latina (1904), Juan B. Justo, primer traductor al español de El Capital de Karl Marx, diputado (1912) y senador (1924), Alicia Moreau de Justo (una de las iniciadoras del movimiento feminista en Argentina), Enrique del Valle Iberlucea (primer senador en América en 1913), Mario Bravo (dos veces senador y una vez diputado nacional entre 1923 y 1943), Nicolás Repetto (diputado nacional entre 1913 y 1934), Américo Ghioldi (diputado nacional 1932-1943 y 1963-1966), Alfredo Bravo, miembro fundador de APDH y CTERA, Guillermo Estévez Boero, iniciador del MNR (1960) y PSP (1972), diputado (1987-2000) y Hermes Binner, gobernador de la provincia de Santa Fe (2007-2011).
Entre sus principales referentes se encuentran los exgobernadores de Santa Fe Antonio Bonfatti y Miguel Lifschitz, Miguel Cappiello (exministro de Salud de Santa Fe y exsenador Provincial), Claudia Balagué (exministra de Educación de Santa Fe y actual Diputada Provincial), Mónica Fein (exintendenta de Rosario), Rubén Giustiniani (exdiputado nacional), Roy Cortina (exdiputado nacional) y Enrique Estévez (exdiputado nacional 2019-2023).

## Historia

### Orígenes

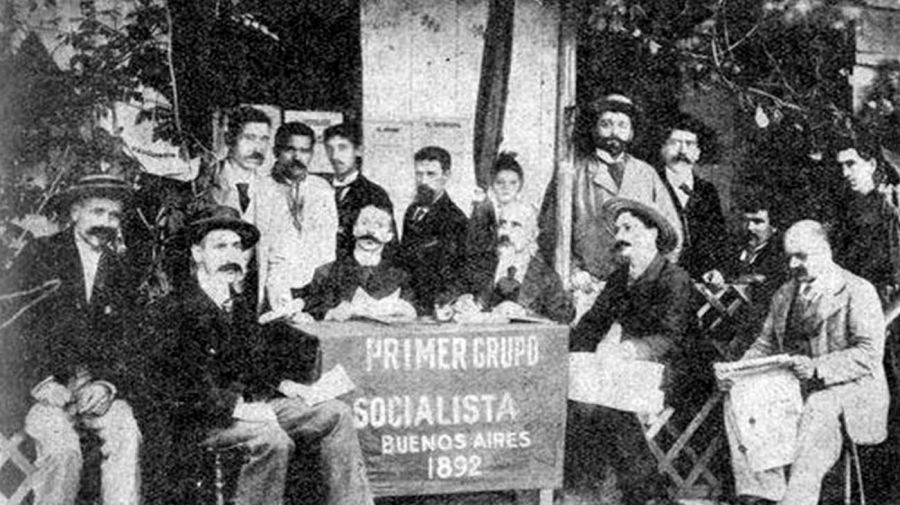
Primer grupo socialista de Buenos Aires en 1892.

Finalizando el siglo XIX, en Argentina se desarrollaron distintas instituciones de ideología socialista, propulsadas principalmente por inmigrantes europeos. El primer grupo socialista organizado surgió en Buenos Aires en 1882, 14 años antes de la fecha considerada oficialmente como la de fundación del Partido Socialista. Estuvo a cargo de un grupo de inmigrantes alemanes, entre quienes se destacaban Germán Avé Lallemant y Augusto Kühn, que se agruparon en un club socialista germano denominado Verein Vorwärts, (Unidos Adelante) -conocido también como Club Vorwärts organizado bajo la inspiración del poderoso Partido Social Demócrata (PSD) alemán, por entonces el más influyente y pujante del movimiento socialista internacional. Lallemant iniciaría a fines de 1890 la publicación del primer periódico marxista argentino, El Obrero.
Al Vorwärts le siguieron otras dos organizaciones también fundadas por inmigrantes socialistas europeos: Les Egaux, francesa, en 1891, y al año siguiente Il Fascio dei Lavoratori, italiana. El 14 de diciembre de 1892 se creó la “Agrupación Socialista, Partido Obrero, Sección Buenos Aires”, que el escritor e historiador Víctor García Costa considera como el verdadero punto de partida del Partido Socialista. Esa “Agrupación” comenzó en 1893 la publicación de “El Socialista”.
Posteriormente, se organizó el Centro Socialista Universitario, entre cuyos dirigentes estaba José Ingenieros, y en 1895 el Centro Socialista Revolucionario de Barracas.

### 1893-1896: El PSOI

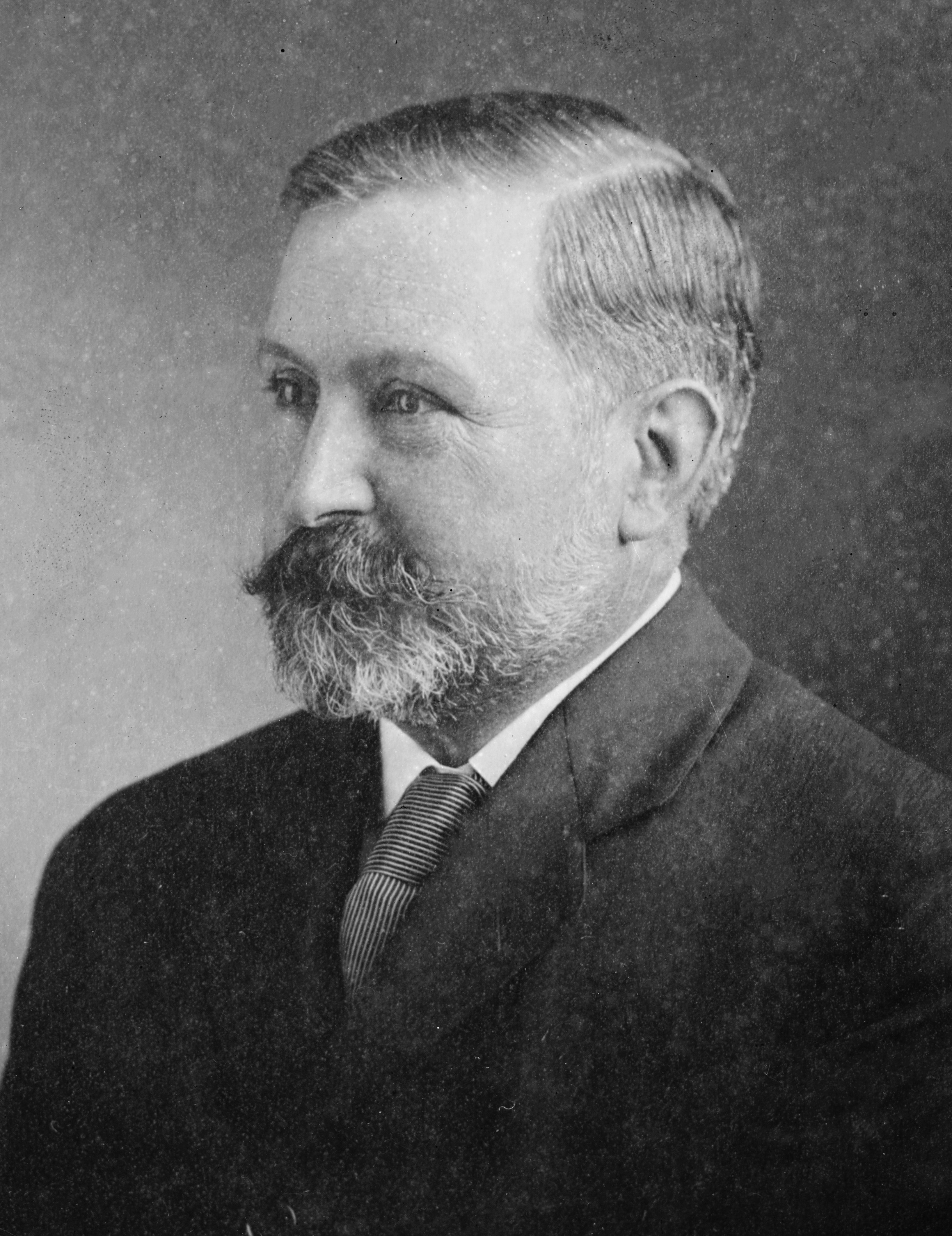
Juan B. Justo, fundador del Partido Socialista, La Vanguardia, La Sociedad Luz y el El Hogar Obrero (1916).

En agosto de 1893, el médico Juan B. Justo se acercó a los incipientes grupos socialistas en un encuentro programado en el Café Francés de la actual calle Esmeralda “para cambiar ideas sobre la formación de una Federación y la creación de un periódico que defienda los intereses de la clase trabajadora”. Otros concurrentes a esa histórica cita, de la que nació el órgano partidario La Vanguardia, fueron el tipógrafo alemán Kuhn, el carpintero catalán Isidro Salomó, el tipógrafo español Esteban Jiménez y el obrero tonelero Víctor Fernández.

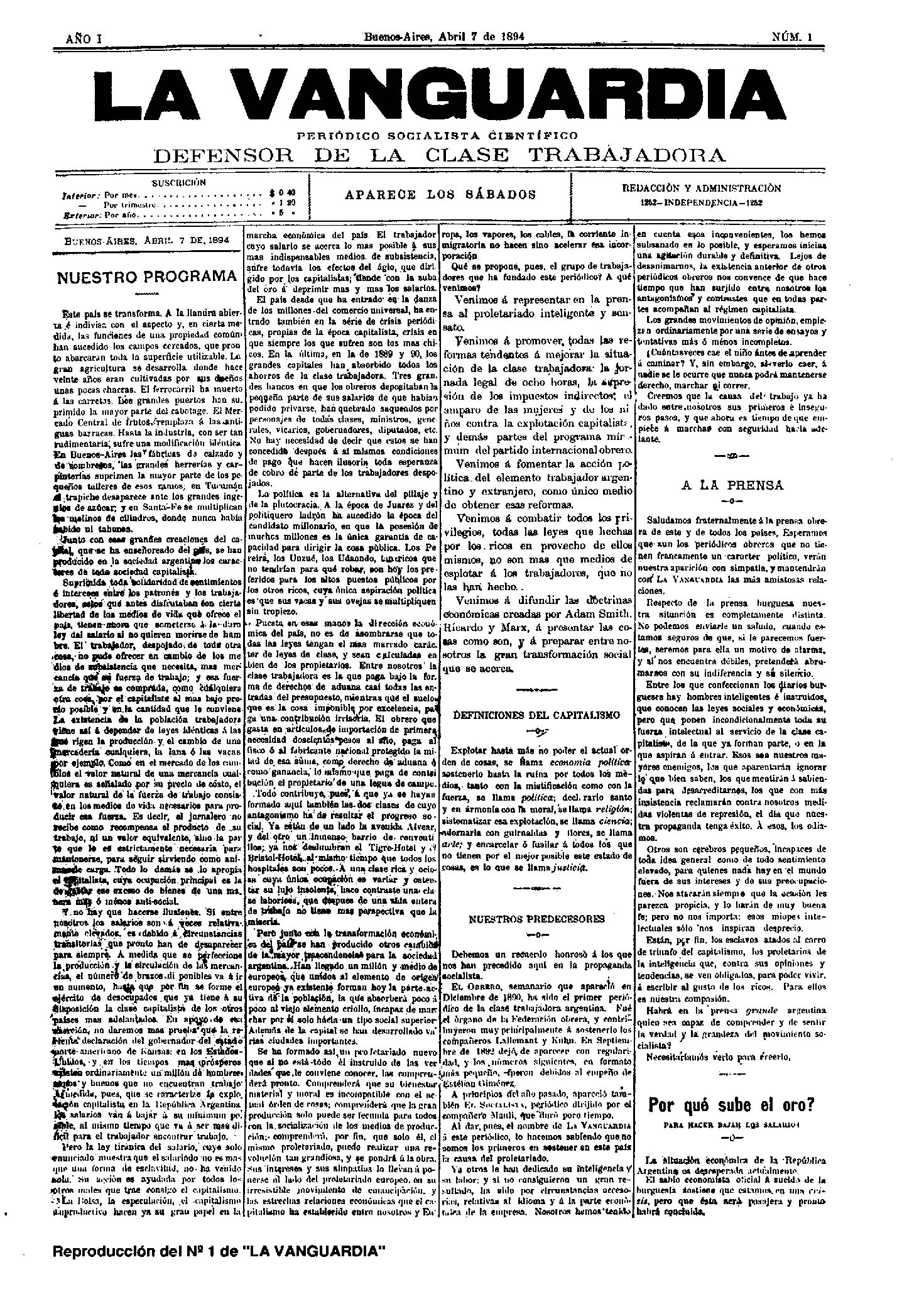
La Vanguardia, periódico histórico del socialismo fundado por Justo en 1894.

Simultáneamente, el Centro Socialista Obrero abrió centros socialistas revolucionarios en Barracas, Balvanera (entre quienes estaba el químico paraguayo Ovidio Rebaudi), Córdoba (en el que participaba Leopoldo Lugones), Tucumán, Quilmes, Tolosa y Bahía Blanca.[cita requerida]
A fines de abril de 1894, tres de los cuatro grupos socialistas más activos, Les Egaux, Fascio dei Lavoratori y la Agrupación Socialista, Les Fulmi et Ago, se reunieron para confederarse y formar el Partido Socialista Obrero Internacional (PSOI). El Club Vorwärts también fue invitado, pero rehusó integrarse argumentando que mientras los inmigrantes no pudieran votar carecía de sentido formar un partido para actuar en la vida política de la Argentina aunque de todos modos se integró al partido pocos meses después, al igual que el Centro Socialista Universitario.
El nuevo partido estableció un programa -redactado por Esteban Jiménez-, reproduciendo con algunas modificaciones los programas de los partidos socialistas europeos y estadounidense, y que desde ese momento serviría de base sustancial para los programas del socialismo argentino. Básicamente el programa establecía:
- Legislación directa del pueblo: derecho de iniciativa y referéndum; revocación de mandatos; supresión de la presidencia; supresión del Senado; gobierno por un cuerpo ejecutivo colegiado elegido por la Cámara de diputados; representación de las minorías; naturalización de los extranjeros; justicia gratuita; juicio por jurados; abolición de la pena de muerte; supresión de las policías secretas y militarizadas así como del ejército y armamente del pueblo; separación de la iglesia y el Estado; autonomía municipal.
- Jornada de trabajo de 8 horas, y de 6 horas para menores entre 14 y 16 años; prohibición del trabajo nocturno, salvo que sea indispensable para el bienestar general; descanso de un día semanal; salario mínimo vital; igual salario para hombres y mujeres; tribunales paritarios; responsabilidad patronal en los accidentes de trabajo; comisiones obreras para inspeccionar talleres; escuelas gratuitas profesionales y secundarias.
- Educación laica, obligatoria y gratuita hasta los 14 años.
- Anulación de las privatizaciones; abolición de los impuestos indirectos y establecimiento de los impuestos sobre la renta y la herencia; abolición del presupuesto clerical y confiscación de sus bienes; abolición de la deuda pública.
- Abolición de las leyes que impiden el divorcio definitivo y por mutuo consentimiento.

Inicialmente no había un órgano directivo y cuando había que tomar una decisión en el PSOI cada uno de los tres grupos integrantes nombraban un delegado para hacerlo, hasta que en 1895, a propuesta del grupo Les Egaux, se aprobó una carta orgánica y se eligió un Comité Central de quince miembros (tres por cada grupo), cuyo primer secretario general fue José Ingenieros. El 8 de marzo de 1896 se presentó en Buenos Aires, por primera vez, una lista socialista en las elecciones legislativas bajo el nombre de Partido Socialista Obrero Argentino, integrada por Juan B. Justo, Adrián Patroni, Juan Scheafer, Germán Avé Lallemant y Gabriel Abad, obteniendo 138 votos, en una elección escandalosa y abiertamente fraudulenta, como era la característica de un régimen electoral basado en el voto cantado. El día anterior desde La Vanguardia, el órgano oficial del Partido, se alentó a votar su lista.

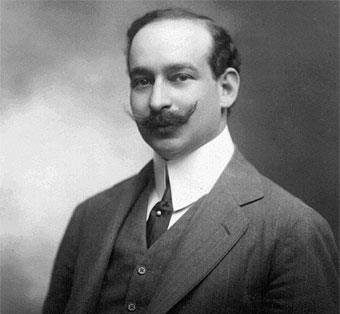
José Ingenieros, médico, sociólogo, docente e ideólogo socialista de la reforma universitaria.

### 1896: Fundación del PSOA
Pasadas las elecciones de marzo de 1896, el Comité Ejecutivo del PSOA comenzó a preparar el primer Congreso que "dadas las circunstancias de su celebración, bien puede considerarse el Congreso Constituyente, pues en él se aprobaron los Estatutos, la Declaración de Principios y el Programa Mínimo, bases y fundamentos de su existencia".
El 28 y 29 de junio de 1896 se realizó el "llamado Congreso 'constituyente' del Partido Socialista Argentino" en el Club Vorwärts en Buenos Aires, ubicado en la calle Rincón 1141. Es considerado como el congreso constituyente o fundador del Partido Socialista de Argentina.
El Congreso reunió a los representantes de 19 centros socialistas y 16 asociaciones sindicales:
- Centros socialistas y sus representantes:

1. Centro Socialista Obrero: Juan B. Justo y Domingo Risso.
2. Centro Carlos Marx: Antonio Chacón.
3. Centro Socialista de Barracas: Antonino Piñero y Ramón Potau.
4. Centro Socialista de Balvanera: Santiago Risso y Facundo Dagnino.
5. Club "Vorwaerts": Alwin Kahle, Juan Schaefer Y S. Feldman.
6. Centro Socialista del Pilar: Ángel de Jannicelli y Vicente Rosáenz.
7. Centro Socialista Universitario: José Ingenieros y Nicanor Sarmiento.
8. Centro Socialista de San Bernardo: Andrés Abella y L. González.
9. Grupo "Les Egaux": Jorge Ballet y Enrique Thull.
10. Centro Socialista de Tolosa: Miguel V. Fondeville y A. Manresa Herrero
11. "Fascio dei Lavoratori": Eneas Arienti y Carlos Mauli.
12. Centro Socialista de Quilmes: José M. Lebrón y Nicolás Bottari.
13. Centro Socialista de San Fernando y Tigre: Carlos Algelt y Manuel Meyer González.
14. Centro Socialista de San Antonio de Areco: José Piccaluga y Miguel Pizza.
15. Centro Socialista de Junín: Juan Toulousse.
16. Unión Obrera Socialista de Paraná: Adrián Patroni y Antonio Varela.
17. Club "Vorwaerts" de Rosario: N. Frank
18. Centro Socialista de Tucumán: Roberto J. Payro.
19. Centro Socialista de Córdoba: Leopoldo Lugones y Ángel M. Giménez

- Agrupaciones sindicales y sus representantes:

1. Fomento Tipográfico: Giménez Esteban, Manuel Bua y Emilio Ferrando.
2. Sindicato Francés de Artes Gráficas: A. Dembrowsky.
3. Sociedad de Talabarteros: Manuel F. García.
4. Sociedad de Constructores de Carros: Venancio Pérez, Juan B. Cantón y Juan Duinidon.
5. Sociedad de Bronceros: Ricardo Gallart y José Margall.
6. Sociedad de Mecánicos: Jorge Guichant, Francisco Cúneo, Gabriel Abad y N. Mujica.
7. Cooperativa de Tolosa: Valerio Colmeiro y M. Bousquet.
8. Sociedad de Vidrieros: Juan Sales, Julio Kuirchevek y Félix Conde.
9. Sociedad de Fideeros: José Belgiorno y Miguel Pego.
10. Sociedad de Carpinteros: José Casot y Raúl Hoschek.
11. Sociedad de Conductores de Tráfico: Ricardo Cardala, Mateo Guerrero y Antonio Fernández.
12. Seccional Alemana de Artes Gráficas: Gillmeyer.
13. Sociedad de Toneleros: Vicente Rosáenz.
14. Sociedad de Hojalateros: Miguel Pizza y José Genta.
15. Sociedad de Curtidores: Juan Labourdette, Juan M. Sales, Eduardo Valmak, Benjamín Puiles Domingo Arroyo, Clemente Lorenzo, Adrián Perry, Bautista Laucort, Francisco Martin y Manuel Gil.
16. Sociedad Constructores de Carruajes: Alejandro Lecarpintier, Buenaventura Benito, Silvestre Faure, Carlos Arienti, Augusto Charón, León Bariog, Ernesto Bucher, Alejandro Ponti, Guillermo Schuwert, Francisco Trucco

La mesa de autoridad del Congreso quedó conformada por Antonio Piñero (Presidente), Domingo Risso (Vicepresidente) y Nicanor Sarmiento (Secretario). 
El congreso confirmó el nombre de "Partido Socialista Obrero Argentino" (PSOA) -nombre que a principios del siglo XX se simplificaría solo como "Partido Socialista" (PS)-, y aprobó también la Declaración de Principios, el Programa Mínimo y los Estatutos del partido. La Declaración de Principios venía siendo redactada por Juan B. Justo desde varios años antes y fue consultada incluso con Friedrich Engels, compañero de Carlos Marx.
| El Partido Socialista, representado por sus delegados reunidos en Congreso, afirma: - Que la clase trabajadora es oprimida y explotada por la clase capitalista gobernante. - Que ésta dueña, como es de los medios de producción, y disponiendo de todas las fuerzas del Estado para defender sus privilegios, se apropia la mayor parte de lo que producen los trabajadores y les deja solo lo que necesitan para seguir sirviendo en la producción. - Que por eso, mientras una minoría de parásitos vive en el lujo y la holgazanería, los que trabajan están siempre en la inseguridad y en la escasez, y muy comúnmente en la miseria. - Que en la República Argentina, a pesar de la gran extensión de tierra inexplotada, la apropiación individual de todo el suelo del país ha establecido de lleno las condiciones de la sociedad capitalista. - Que estas condiciones están agravadas por la ineptitud y rapacidad de la clase rica, y por la ignorancia del pueblo. - Que la clase rica, mientras conserve su libertad de acción, no hará sino explotar cada día más a los trabajadores, en lo que la ayudan la aplicación de las máquinas y la concentración de la riqueza. - Que, por consiguiente, o la clase obrera permanece inerte y es cada día más esclavizada, o se levanta para defender desde ya sus intereses inmediatos y preparar su emancipación del yugo capitalista. - Que no solo la existencia material de la clase trabajadora exige que ella entre en acción, sino también los altos principios de derecho y justicia, incompatibles con el actual orden de cosas. - Que la libertad económica, base de toda otra libertad, no será alcanzada mientras que los trabajadores no sean dueños de los medios de producción. - Que la evolución económica determina la formación de organismos de producción y de cambio cada vez más grandes, en que grandes masas de trabajadores se habitúan a la división del trabajo y la cooperación. - Que así, al mismo tiempo que se aleja para los trabajadores toda posibilidad de propiedad privada de sus medios de trabajo, se forman los elementos materiales y las ideas necesarias para substituir al actual régimen capitalista con una sociedad en que la propiedad de los medios de producción sea colectiva o social, en que cada uno sea dueño del producto de su trabajo, y a la anarquía económica y al bajo egoísmo de la actualidad sucedan una organización científica de la producción y una elevada moral social. - Que esta revolución, resistida por la clase privilegiada, puede ser llevada a cabo por la fuerza del proletariado organizado. - Que mientras la burguesía respete los actuales derechos políticos y los amplíe por medio del sufragio universal, el uso de estos derechos y la organización de resistencia de la clase trabajadora serán los medios de agitación, propaganda y mejoramiento que servirán para preparar esa fuerza. |

El último párrafo, referido a la eventualidad de organizar o participar en una revolución generó varios debates internos, siendo suprimido primero y reemplazado después por otro texto que, sin adherir expresamente al uso de la violencia y las armas, daba a entender que las mismas podían resultar aceptables en ciertas condiciones, al utilizar la expresión "sin excluir en el último caso todo otro medio de acción que las circunstancias le aconsejen".
| Programa Mínimo del Partido Socialista de la Argentina: - 1. Jornada de 8 horas para los adultos, de 6 para los jóvenes de 14 a 18 años y prohibición del trabajo industrial de los menores de 14 años. Descanso obligatorio de 36 horas continuas por semana. - 2. A igualdad de producción, igualdad de retribución para los obreros de ambos sexos. - 3. Reglamentación higiénica del trabajo industrial, limitación del trabajo nocturno a los casos indispensables, prohibición del trabajo de las mujeres en lo que haga peligrar la maternidad y ataque la moralidad. - 4. Creación de comisiones inspectoras de las fábricas y de las habitaciones, nombradas por los obreros y pagadas por el Estado. - 5. Creación de tribunales, nombrados mitad por los obreros y mitad por los patrones, para solucionar las diferencias entre unos y otros. - 6. Responsabilidad de los patrones en los accidentes del trabajo. - 7. Abolición de los impuestos indirectos, y especialmente los de consumo y de aduana. - 8. Impuesto directo y progresivo sobre la renta. - 9. Extinción gradual del papel moneda y, en general, todas las medidas tendientes a valorizarlo y a darle un valor estable. - 10. Reconocimiento legal de las asociaciones obreras. - 11. Supresión de todo fomento artificial de la inmigración. - 12. Abolición de las leyes de conchavo, vagancia, etc.. - 13. Instrucción laica y obligatoria para todos los niños hasta 14 años, estando a cargo del Estado, en los casos en que sea necesario, la manutención de los educandos. - 14. Sufragio universal para todas las elecciones nacionales, provinciales y municipales. Voto secreto. - 15. Autonomía municipal. - 16. Jurados elegidos por el pueblo para toda clase de delitos. - 17. Separación de la Iglesia y el Estado. Supresión de las prerrogativas del clero y devolución al Estado de los bienes cedidos por éste al clero. - 18. Supresión del ejército permanente y armamento general del pueblo. - 19. Revocabilidad de los representantes electos, en caso de no cumplir el mandato de sus electores. - 20. Abolición de la pena de muerte. - 21. Reconocimiento de los derechos de ciudadanos a los extranjeros que tengan un año de residencia en el país. |

### 1896-1903: Primeros años

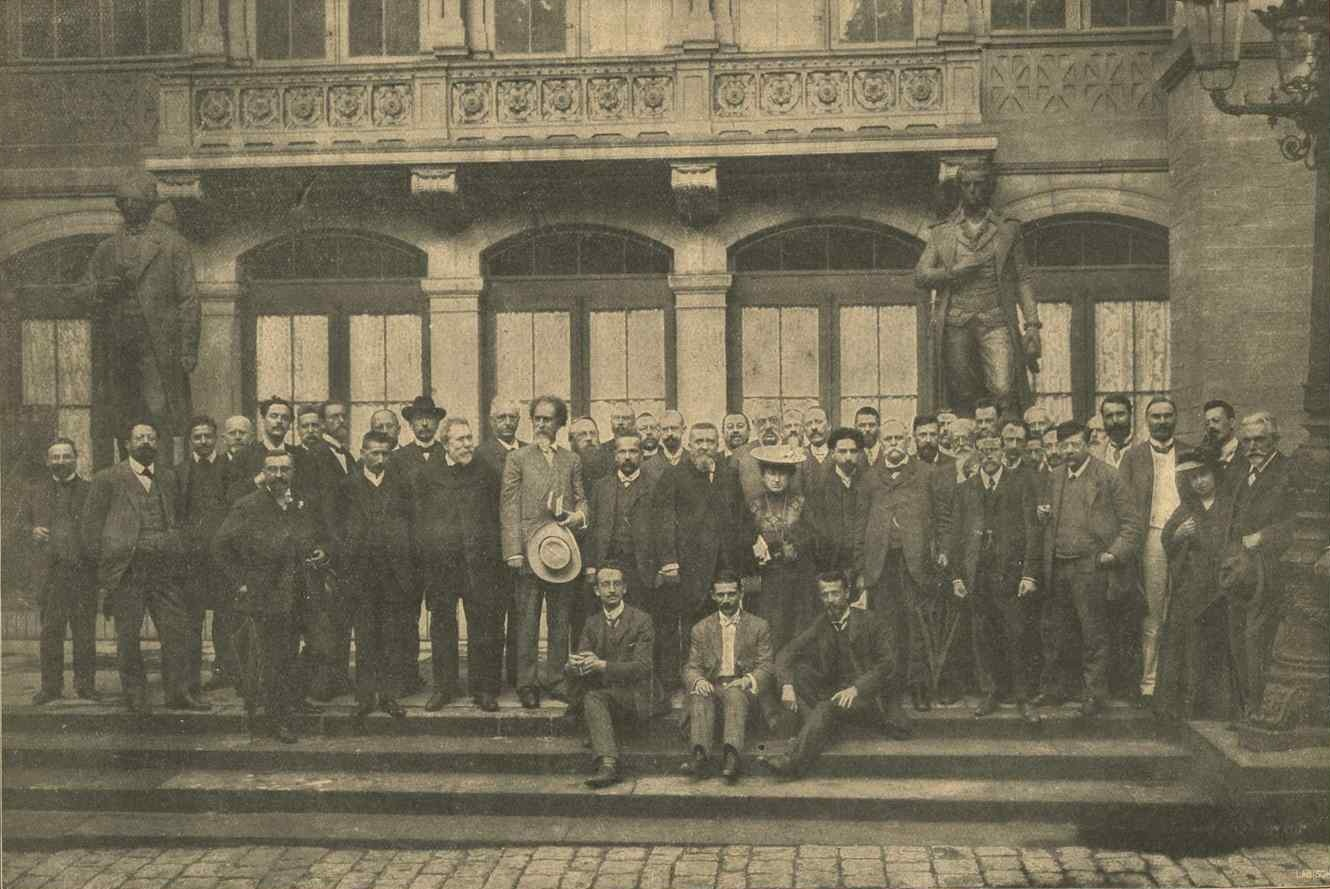
Delegados de la Segunda Internacional de la que el PS formara parte.

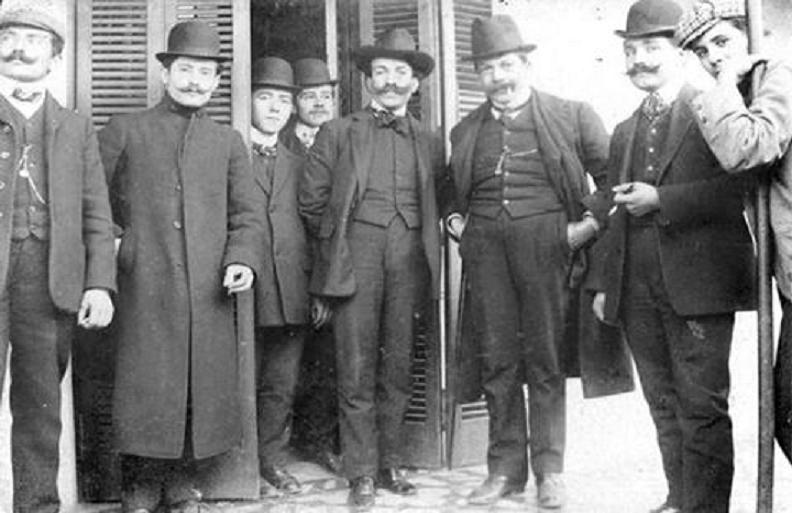
Palacios junto a otros compañeros socialistas de la Boca.

El Partido Socialista buscó organizarse como el primer partido moderno de la Argentina, presentándose a sí mismo como la antítesis de lo que denominaba la "política criolla", encarnada en los conservadores y radicales de la UCR. Incluyó por primera vez la cuestión de la justicia social en la política argentina, llevando a la fundación del derecho del trabajo argentino. Impulsó la nacionalización de los inmigrantes con el fin de que adquirieran el derecho a votar.
En esos primeros años el PS actuaría a través del periódico La Vanguardia, que había aparecido el 7 de abril de 1894, y de una serie de organizaciones sociales que fue creando como la Sociedad Obrera de Socorros Mutuos, en 1898, la Sociedad Luz, en 1899, y la Cooperativa El Hogar Obrero en 1905.
El PS y sus afiliados otorgaron prioridad a la organización y dirección de los sindicatos, vinculando estrechamente la acción política y sindical. De esta manera socialistas y anarquistas se constituyeron en las dos corrientes mayoritarias del sindicalismo argentino. A principios de siglo XX, las confrontaciones entre socialistas y anarquistas sobre el mejor modo de organizar a los trabajadores, dificultó la actuación unitaria de los sindicatos, y llevó a la aparición de una tercera corriente sindical, desprendida del PS, que adoptó las ideas del sindicalismo revolucionario.
Las ideas políticas sostenidas por el PS se insertaban dentro de la línea de la búsqueda de establecer una sociedad socialista por vía democrática. Ello no impedía que las ideas de Carlos Marx tuvieran gran importancia en el PS, habiendo sido Juan B. Justo el primero en traducir al español su famoso libro maestro, El Capital, en tanto que la Declaración de Principios fue revisada por Friedrich Engels poco antes de morir.
Entre los socialistas argentinos también fueron importantes las ideas del positivismo, a la que adhirieron claramente líderes como el propio Justo o José Ingenieros. Otros dirigentes, como Alfredo Palacios, el propio José Ingenieros y más adelante Manuel Ugarte y Mario Bravo, introdujeron el pensamiento nacionalista, latinoamericanista y antiimperialista; por su parte Enrique Del Valle Iberlucea, aportó un enfoque internacionalista; mientras que Alicia Moreau de Justo y otras dirigentes socialistas, le imprimieron contenidos feministas. El cooperativismo también fue un pensamiento muy presente en el PS desde su inicio, habiendo desempeñado un papel muy importante en la organización del movimiento cooperativista en la Argentina.
Esta multiplicidad de enfoques y visiones hacia el interior de la organización partidaria dio, ante escenarios coyunturales claves para la vida del país, lugar a importantes controversias internas que, en la mayoría de los casos, terminaron en divisiones o en la separación de grupos significativos de dirigentes y afiliados. En este sentido, varios historiadores del PS argentino atribuyen esta tendencia hacia la fragmentación a la propia carta orgánica partidaria, que durante muchos años, hasta fecha relativamente reciente, prohibía el reconocimiento de tendencias o líneas internas, pese a que siempre existieron.
El Partido Autonomista Nacional (PAN) o roquismo, salvo excepciones, consideró que los socialistas, al igual que los anarquistas y sindicalistas, constituían una amenaza social, y desde principios de siglo XX, llevó adelante una política de represión, muchas veces con resultados fatales. La política represiva tuvo su eje en la Ley N.º 4144 del 23 de noviembre de 1902, propuesta por la Unión Industrial Argentina y proyectada por el senador Miguel Cané, a la que se denominó "Ley de residencia", que permitía expulsar inmigrantes arbitrariamente, sin derecho a juicio. La Ley de Residencia fue completada más tarde con la Ley N.º 7029, denominada "Ley de Defensa Social".

### 1903-1930: Del primer representante al primer golpe de Estado
En 1903 el PS obtuvo la elección de su primer representante, y al mismo tiempo el primer socialista de América en obtener un cargo representativo, al ser elegido Agustín Reynes como concejal en el Concejo Deliberante del municipio de San Nicolás, una ciudad mediana ubicada a 200 km de Buenos Aires.
Al año siguiente, en las elecciones del 13 de marzo de 1904, para renovar la Cámara de Diputados de la Nación, se aplicó el sistema electoral uninominal por circunscripciones, en las que fue elegido diputado nacional por La Boca el joven abogado Alfredo Palacios, quien se convirtió en el primer diputado socialista de América.

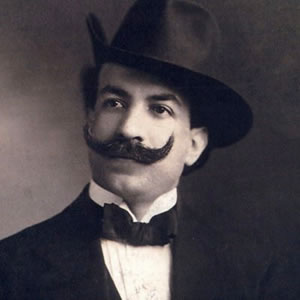
Alfredo Palacios, abogado, profesor y primer legislador socialista de América. (1910)

En el 7.º Congreso de 1906, un grupo de sindicalistas, con el apoyo del secretario general Aquiles S. Lorenzo y entre quienes se encontraban militantes como Gabriela L. de Coni y Julio Arriaga, se separó del partido para dar origen a la corriente sindicalista revolucionaria, que tendría un importante desarrollo en el movimiento obrero argentino hasta 1945. Los sindicalistas revolucionarios cuestionaban la política del partido de formar sindicatos y una central de tendencia socialista (la UGT), sosteniendo que los sindicatos debían ser organizaciones unitarias de los trabajadores de todas las tendencias.

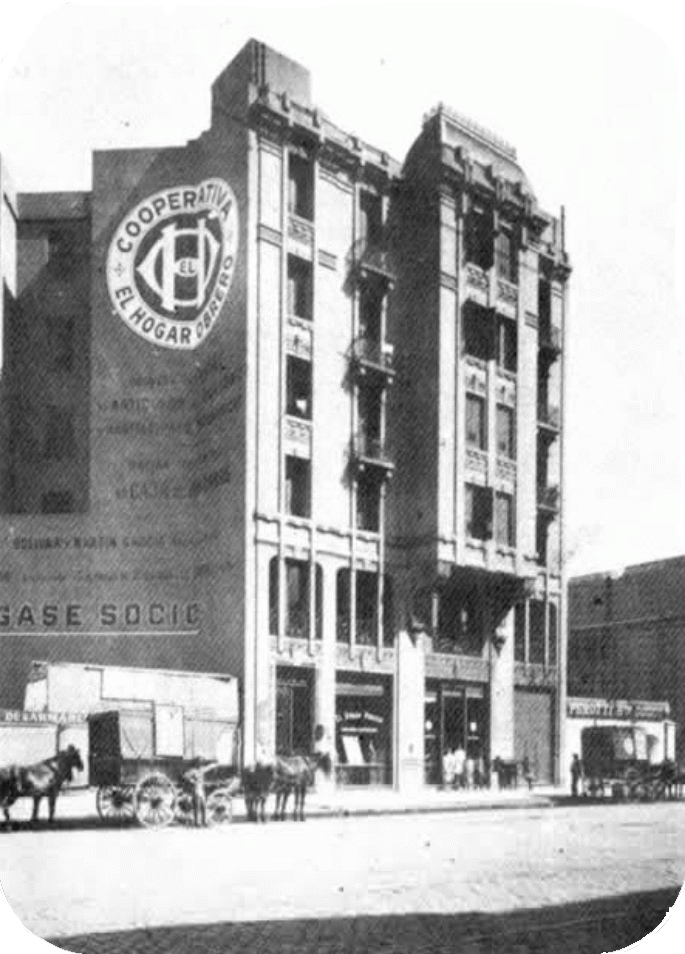
Edificio Juan Bautista Justo el primer edificio de vivienda colectiva construido por el Hogar Obrero (Barracas, Capital Federal) en 1913.

En 1913, después de la aplicación de la Ley Sáenz Peña de voto secreto sancionada del año anterior, el Partido Socialista obtuvo cinco representantes en el Congreso de la Nación: Juan B. Justo, Alfredo Palacios, Mario Bravo, y Nicolás Repetto en la Cámara de Diputados, y Enrique Del Valle Iberlucea en la Cámara de Senadores.
En el año 1917 es elegido por primera vez concejal en la ciudad de Mar del Plata el reconocido dirigente Teodoro Bronzini.
Años más tarde, en 1919, en la Ciudad de Zárate, el PS obtendría también sus primeros concejales locales con 226 votos, ingresando al Concejo los ediles Heraclio Reyes, José Bravo y Francisco Martelli. Desde esta época el PS mantendría una presencia política en forma continua a lo largo de la historia de la Comuna Zarateña.
En 1920 es elegido intendente de la ciudad de Mar del Plata por primera vez Teodoro Bronzini, siendo esta ciudad una de las primeras de América en contar con un gobierno socialista. Luego de una arbitraria intervención, se le restituye el cargo por un fallo judicial ocupándolo hasta 1922. En 1922 es elegido otro socialista Rufino Inda como intendente de Mar del Plata (Partido de General Pueyrredón), cargo que ocupa hasta 1924. Teodoro Bronzini es elegido concejal nuevamente en 1922 y 1926. En 1924 Bronzini es elegido nuevamente intendente de Mar del Plata (General Pueyrredón) hasta 1926. En 1926 ocupa la intendencia marplatense el socialista Juan A. Fava, cargo que ocupa durante ese año siendo reemplazado nuevamente por Rufino Inda hasta 1928. En 1928 el pueblo marplatense elige como intendente nuevamente a Teodoro Bronzini hasta 1929. En 1958 Bronzini otra vez es el intendente marplatense electo por la ciudadanía hasta 1963, siendo luego diputado provincial. En 1963 el socialismo se alza nuevamente con la victoria ocupando la intendencia el dirigente Jorge Raúl Lombardo, cargo que ocupa hasta 1966. Durante ese período, Bronzini es senador provincial. En 1973 pese al triunfo arrollador del justicialismo en todo el país a nivel nacional, en la comuna de Mar del Plata triunfa el socialista Luis Nuncio Fabrizio ocupando el cargo hasta el golpe militar de 1976. Esta fue la última victoria del socialimo en Mar del Plata (General Pueyrredón), cerrando así un ciclo de gobiernos socialistas. En 1932 ya el Partido Socialista Local tenía su propio organismo periodístico: "La Voz del Pueblo", dirigido por el concejal Israel Marajovsky.

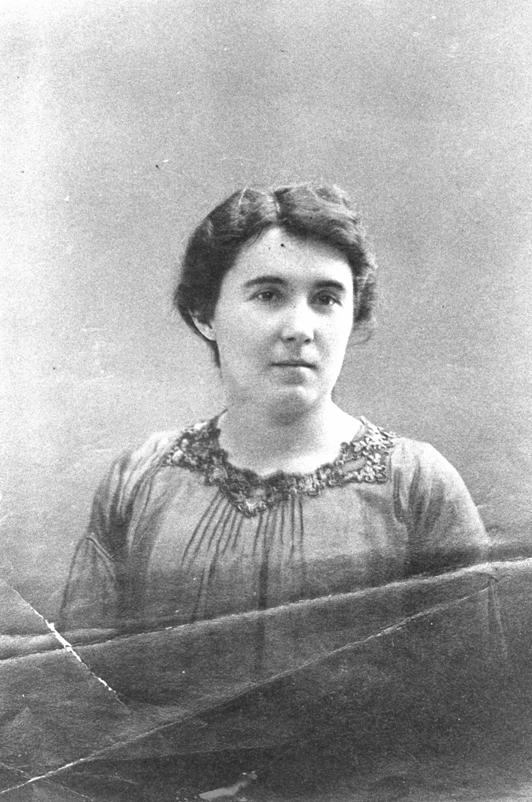
Alicia Moreau, fue médica, educadora y militante, tanto del socialismo como del movimiento feminista desde sus orígenes. También fue esposa de Juan B. Justo. (1910)

En 1915 el PS expulsó al diputado Alfredo Palacios, debido a que se había batido a duelo, una tradicional costumbre argentina, prohibida por el estatuto interno del PS; Palacios regresaría en octubre de 1930.
Desde que el Partido Socialista se constituyó como agrupación política, sostiene dos programas: el "mínimo" y el "máximo". El primero de ellos es esencialmente reformista, mientras que el segundo expresaba el contenido revolucionario inspirado en Carlos Marx. No obstante, en el seno del partido, se inició un movimiento que se situó a la izquierda de la diligencia, reivindicando los postulados marxistas en contraposición con la conducción que adhería a las teorías de Bernstein (Socialismo reformista).
Este grupo tenía su base en el Centro de Estudios Carlos Marx, quien desde 1912 se opuso a los reformistas, iniciando una campaña de afirmación revolucionaria. Con ese fin publicó un periódico denominado "Palabra Socialista", desde donde se fustigó a las posiciones revisionistas. La guerra mundial de 1914-1918 contribuyó a profundizar esta división de hondas raíces ideológicas. El grupo más marxista, sostenía que la Guerra Mundial era de carácter interimperlaiista, y tenía como objetivo una redistribución colonial del mundo, mientras que la dirección del partido negaba que el conflicto tuviera características imperialistas, y expresaba sus simpatías por Francia y Gran Bretaña.
Esta lucha interna, que ponía cada vez mayor distancia entre los sectores antagónicos, hizo crisis en el Congreso Extraordinario realizado los días 28 y 29 de abril de 1917 en el Salón Verdí. con el objetivo de definir la posición del partido con respecto a la guerra mundial.
La izquierda marxista levantó la bandera del Internacionalismo proletario y revolucionario, y la lucha contra la guerra, proclamando el pacifismo. Al poco tiempo decidieron formar el Partido Socialista Internacional, entre cuyos primeros miembros se encontraban: Victorio Codovilla, Rodolfo Schmidt, José F. Grosso, Carlos Pascali, José Fernando Penelón, Juan Greco, Juan Ferliní, Rodolfo Ghioldi, Aldo Cantoní, Emilio González Mellén, Augusto Khun, etc. La evolución posterior de esta nueva agrupación desembocó en la formación del Partido Comunista (se ha sostenido reiteradamente que la división socialista de 1917 responde a la influencia de la Revolución Rusa, y a las diferencias en el método para la conquista del poder).

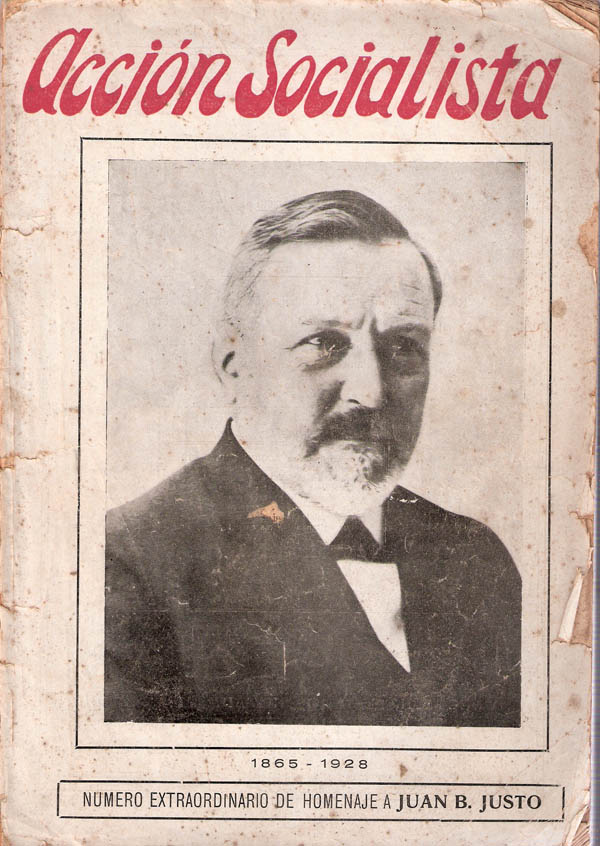
Edición de 1928 de la revista Acción Socialista, en homenaje al fallecimiento de Juan B. Justo.

En el XVII Congreso Ordinario del PS se puso en evidencia la tensión existente entre un sector integrado por Américo Ghioldi, Pérez Leirós, Nicolás Repetto, José Pena y Joaquín Coca hacia Antonio de Tomaso, Héctor González Iramain y Federico Pinedo, a los que acusaban de mantener una "doble moral" por mantener una relación profesional con empresarios y por su forma de relacionarse con la demás fuerzas políticas, y si bien la mayoría de los delegados rechazó sancionarlos, comenzó a instalarse dentro del partido la opinión de que en su seno había dos clases de diputados socialistas, uno integrado por universitarios abierto a dialogar con otros sectores políticos y otro decidido a enfrentar con dureza a quienes representaban la burguesía. Lo cierto es que -tal como señaló González Iramain en su discurso- muchos dentro de este segundo grupo conocían a diputados de otros partidos desde antes de compartir el recinto, por relaciones profesionales, familiares o de su época de estudiante.
La diferente forma de concebir al partido así como la divergencia respecto de la estrategia a seguir en las elecciones presidenciales previstas para 1928 provocó en julio de 1927 una escisión del partido cuyos inspiradores principales fueron de Tomaso y Federico Pinedo, naciendo así el Partido Socialista Independiente en 1928, que obtuvo el triunfo electoral en la Capital Federal, venciendo al socialismo tradicional y a la UCR en las elecciones de dicho año. En 1931 integró la Concordancia, junto a los conservadores y radicales antipersonalistas, que sostuvo la fórmula Agustín P. Justo y Julio A. Roca (hijo) que resultó triunfante y gobernó sostenida en el fraude electoral hasta 1943, durante el período conocido como la Década Infame. Antonio de Tomaso se convirtió en el flamante ministro de Agricultura del presidente Justo. Más adelante, Federico Pinedo, ocupó la cartera de Hacienda, desde la cual impulsó una política de fuerte contenido estatista.

### 1930-1943: La década infame
Durante la década del '30 se destacaron algunos parlamentarios socialistas, que como Alfredo Palacios desarrollaron una acción eficaz en el Congreso de la Nación. Al promediar la década del ’30, el Partido Socialista ganó un considerable número de bancas en el Congreso Nacional, alcanzando en 1932 la máxima representación parlamentaria de su historia: 2 senadores y 43 diputados, que luego fueron 42 en 1935, y 25 en 1937.
Recuperando en el parlamento el papel que las escisiones les habían quitado, entre 1932 y 1943, tiene lugar el segundo gran impulso legislativo dado por el Partido Socialista en materia social. El Partido realiza una importante actividad "fiscalizadora", donde la oposición al régimen se torna más frontal, en particular con la denuncia del fraude, del cercenamiento de las libertades públicas y la investigación de los escándalos de corrupción. Sufre además de manera directa las consecuencias criminales de la década infame, empezando por el asesinato del diputado provincial cordobés José Guevara, perpetrado por matones fascistas en 1933.
Los socialistas lograron además en esos años su mayor influencia en el movimiento sindical. Luego de haber participado en la creación de la CGT en 1930, cinco años después logran el control de la misma al desplazar al sector sindicalista.
La crisis de los años ’30 produce una apertura en las filas partidarias, que se enriquecen con el ingreso de jóvenes formados por experiencias políticas o culturales como la Reforma Universitaria. Se incorporan al Partido Socialista, Carlos Sánchez Viamonte, Deodoro Roca, los hermanos Orgaz, Julio V. González, Alejandro Korn, Ernesto Giudici, entre otros. Además, se produce el reingreso al partido de Alfredo Palacios –quien había renunciado en 1915-, que rápidamente se convierte en senador nacional. A mediados de la década del ’40, el fenómeno peronista lograría capturar la realidad económica y social que emergía de la nueva industrialización, dejando progresivamente al socialismo al margen de las grandes convocatorias de masas y planteando además discrepancias en el interior del partido respecto a las tácticas que debían emplearse frente a los acontecimientos políticos nacionales.
Este movimiento se fue solidificando en Capital Federal, provincia de Buenos Aires, Córdoba, Santa Fe, Mendoza, Entre Ríos y San Juan. Pero, aunque el nuevo giro hacia la izquierda aglutinó el descontento que existía en las filas socialistas frente al conformismo de la conducción, no logró formar un movimiento homogéneo que respondiera a concepciones bien definidas. No obstante, en el Congreso realizado en Santa Fe en abril de 1934, este sector demostró su combatividad, y aunque no se impuso, logró casi el cuarenta por ciento de los votos a favor de su posición.
Este Congreso determinó una nueva división y la formación del Partido Socialista Obrero, el que comenzó su actuación a principios de la segunda mitad de la década de 1930. Pero la falta de homogeneidad, señalada más arriba, hizo que en la nueva agrupación se presentaran diversidad de criterios. Mientras que en algunas provincias como Mendoza, los socialistas obreros trabajaban en colaboración con los comunistas, en otras adoptaron posiciones resueltamente anticomunistas.
Estas diferencias determinaron que el nuevo partido se disolviera a principios de los años 1940, y sus miembros se integraran a las filas comunistas en algunos casos, y en otros, reingresaran al Partido Socialista.

### 1943-1955: Surgimiento del peronismo
Durante el gobierno peronista (1946-1955) el socialismo sufrió un retroceso histórico. Por un lado una fracción ampliamente mayoritaria del movimiento obrero visualizó en el Movimiento Peronista una herramienta política adecuada para llevar adelante un programa de reforma social, lo que desvinculó al proletariado del programa liberal del Partido Socialista. Por otro lado, el Partido Socialista formó, en 1945, junto con los radicales, los comunistas y el Partido demócrata progresista, la alianza opositora Unión Democrática, que contaba con el apoyo de las clases medias y altas, de la mayor parte de los intelectuales y del embajador estadounidense en Argentina. [cita requerida]Sin embargo, muchos dirigentes sindicales socialistas se sumaron a las filas del peronismo, como Ángel Borlenghi, quien fuera secretario general de la CGT socialista y llegó a ser el segundo hombre en importancia del gobierno peronista ocupando el cargo de Ministro del Interior. 
Durante los primeros gobiernos peronistas, muchos grupos de izquierda sostuvieron que la base del justicialismo era ampliamente popular, y por lo tanto no se lo podía enfrentar, sino que se debía realizar una apertura hacia él y ubicarse en un apoyo crítico. En esta posición se ubicaron algunos sectores del trotskismo y de la izquierda independiente. Esta misma concepción fue sostenida por un dirigente tradicional del Partido Socialista, Enrique Dickman, quien en 1952, al no poder orientar a la agrupación en esa línea, formó el Partido Socialista de la Revolución Nacional (PSRN) que fue integrado por algunos militantes tradicionales, y recibió apoyo de la izquierda independiente. A consecuencia de ello, en el último tramo de la segunda presidencia de Perón el Partido Socialista fue privado de su personería jurídica, confiscados su bienes a favor de la referida escisión encabezada por el anciano Dickman y que constituía un satélite del partido oficial.
En 1953 se funda el Partido Socialista de la Revolución Nacional dirigido por Jorge Abelardo Ramos, Enrique Rivera, Jorge Enea Spilimbergo, Esteban Rey, Enrique Fernández y Alberto Converti entre otros y que en las elecciones legislativas de 1954, a pesar de los ínfimos recursos, obtuvo 100.000 votos. El 10 de noviembre de 1955 apareció el primer número de Lucha Obrera, órgano oficial del Comité Ejecutivo del PS, dirigido por Esteban Rey. El semanario se siguió publicando por espacio de casi cuatro meses apareciendo ocho números que, en esos duros meses de 1955 y comienzos de 1956.

### 1955-1976: Divisiones (PSA, PSD, PSAV, PSP, MSL, PSU)
El Partido Socialista apoyó orgánicamente la dictadura denominada “Revolución Libertadora” (1955-1958), denominación del régimen militar que derrocó al gobierno peronista. A los pocos días del golpe, una declaración oficial del PS señalaba:

«(...) los socialistas argentinos saludan emocionados el gran esfuerzo de liberación de la tiranía que acaba de realizar el pueblo argentino con la ayuda principal y decisiva de la aviación, de la escuadra y del ejército, y confía en que la magna tarea de reordenamiento que espera al gobierno militar, será conducida hasta el fin con la misma decisión, cordura y patriotismo con que ha sido llevada hasta aquí».

El Partido Socialista caracterizaba al gobierno del presidente Perón como una "dictadura", o una "tiranía", atribuyéndole graves actos de persecución a la oposición, culto a la personalidad del presidente y su esposa, falta de libertad de expresión y libertad de prensa. Esta postura se expresó en la colaboración efectiva de los más destacados dirigentes del PS con la dictadura que tomó el poder en 1955 y la participación oficial del partido en el gobierno dictatorial:

Tal fue el caso de Alfredo Palacios, designado embajador en la República Oriental del Uruguay, de Américo Ghioldi, Alicia Moreau de Justo, Nicolás Repetto y Ramón Muñiz, integrantes de la Junta Consultiva Nacional –un organismo político asesor integrado por representantes de las fuerzas políticas antiperonistas presidido por el vicepresidente de la Nación, almirante Isaac F. Rojas-, y de José L. Romero, nombrado interventor de la Universidad de Buenos Aires.

Simultáneamente la dictadura de Aramburu prohibió o censuró varias publicaciones socialistas ajenas al PS, como la revista Lucha Obrera, disponiendo además el encarcelando a su director, Esteban Rey. Mediante el Decreto 4072/56 se disolvió el Partido Socialista de la Revolución Nacional, liderado por Jorge Abelardo Ramos, que tenía una postura de apoyo al peronismo. El 9 de noviembre de 1956 se creaba la "Junta de Defensa de la Democracia", un organismo destinado a perseguir a los comunistas. Se designó para presidirlo al militante católico Luis María Bullrich, quien estaría acompañado por Andrés Bacigalupo Rosende, Juan Carlos Cruz, Reynaldo Pastor y Adolfo Sánchez Zinny como vocales. Los perseguidos fueron los partidos y organizaciones izquierdistas, incluso cancelándose la personería de los partidos Comunista, Obrero Revolucionario, Cívico, Partido Socialista de la Revolución Nacional, Obrero Revolucionario Trotskista y Unión Cívica Radical Junta Renovadora. De estos solo el Partido Comunista pudo presentarse a elecciones.

#### Elecciones de 1958
En 1957, cuando la dictadura habilitó una salida electoral restringida, emergieron con claridad en el PS dos grupos. Uno más cercano a la dictadura, con una postura fuertemente antiperonista, liderado por Américo Ghioldi, en el que se encontraban también Nicolás Repetto, Juan Antonio Solari, Jacinto Oddone y Teodoro Bronziní, entre otros. Otro más crítico de la dictadura y con una postura más tolerante con el peronismo,  en el que se encontraban Alfredo Palacios, José Luis Romero, Ramón A. Muñiz, Pablo Lejarraga, Carlos Sánchez Viamonte, Alexis Latendorf, David Tieffenberg, Alicia Moreau de Justo y Emilio Carreira.
Ambas fracciones se enfrentaron abiertamente en el 44.º Congreso Nacional reunido en Rosario en julio de 1957, donde el «ghioldismo» tomó la decisión de abandonar las sesiones y los congresales restantes eligieron a Alfredo Palacios y Carlos Sánchez Viamonte, como candidatos presidenciales en las elecciones del 23 de febrero de 1958, en las que el PS obtuvo 2,87% de los votos, sin obtener ningún diputado. 
Luego de las elecciones el Partido quedó dividido, atribuyéndose cada sector la representación legal. Inicialmente se identificaron con el nombre del secretario general elegido por cada fracción: el grupo antiperonista se llamó Partido Socialista (Secretaría Solari), y el grupo más tolerante con el peronismo se llamó Partido Socialista (Secretaría Muñiz). Llevada la disputa a juicio, la justicia falló salomónicamente, disponiendo que cada sector debía organizarse como partidos distintos, cada uno con su propio nombre: la Secretaría Solari constituyó el Partido Socialista Democrático (PSD) y la Secretaría Muñiz constituyó el Partido Socialista Argentino (PSA).
En las elecciones para diputados nacionales de 1960, el PSA obtuvo 3.98% de los votos y el PSD obtuvo 3.53%, no alcanzando la elección de ningún diputado.
En 1959 la Revolución Cubana influyó fuertemente en los partidos de izquierda latinoamericanos y en particular en la Argentina, debido a la presencia del argentino Che Guevara, entre los principales guerrilleros revolucionarios. El efecto se evidenció en el PSA, sobre todo en la juventud, que había adoptado un postura muy crítica hacia la experiencia del gobierno del radical-desarrollista Arturo Frondizi y de acercamiento al peronismo ilegalizado, que combatía al régimen durante la llamada Resistencia Peronista.
Inmediatamente después del triunfo en la Capital Federal, el grupo juvenil evolucionó aún más hacia la izquierda y la alianza con el peronismo revolucionario, hasta separarse del PSA y formar el Partido Socialista Argentino de Vanguardia (PSAV), liderado inicialmente por David Tieffenberg y luego por Alexis Latendorf, del cual a su vez en 1965 se separó un sector maoísta que formó Vanguardia Comunista, liderado inicialmente por David Tieffenberg y luego por Elías Semán.

#### Elecciones de 1963
En las elecciones presidenciales de 1963, con el peronismo y el frondizismo proscriptos, el PSA presentó la fórmula Alfredo Palacios-Ramón Soria, que obtuvo 3.51% y el PSD la fórmula Alfredo Orgaz-Rodolfo Fitte, que obtuvo 3.38%, reduciendo su caudal aproximadamente un 10% con respecto a 1958, pero obteniendo en las elecciones legislativas el PSA seis diputados nacionales (Ramón A. Muñiz, Pablo Lejarraga, Emilio Carreira, Alfredo Palacios, Juan Carlos Coral y Carlos Ocampo) y el PSD cinco diputados nacionales (José Rozas, Eduardo Schaposnik, Juan Antonio Solari, Luis Fabrizio y Américo Ghioldi). Ese mismo año, un grupo de dirigentes estudiantiles entre los que se encontraban Guillermo Estévez Boero y Marcos Rosa fundaron el Movimiento Nacional Reformista (MNR). Años después el MNR se constituiría en rama estudiantil del PSP primero y del PS después.
En las elecciones legislativas de 1965, el desempeño electoral de ambos partidos socialistas cayó abruptamente. El PSA obtuvo el 2.02 % y un solo diputado (Emilio Carreira reemplazado por fallecimiento por Jorge Selser), mientras que el PSD obtuvo 1.86 % y ningún diputado.
En 1965 murieron el secretario general Ramón Muñiz, el histórico Alfredo Palacios y Emilio Carreiro, convulsionando la dirección del PSA, ya disminuido por la escisión del PSAV. El diputado Jorge Selser asumió la conducción y en esas condiciones fue expulsado del bloque socialista el diputado Juan Carlos Coral, quien respondió formando una conducción paralela conocida como PSA (Secretaría Coral), que convivió hasta 1972 con el PSA (Secretaría Selser).

#### Dictadura de 1966
En 1966 una nueva dictadura cívico-militar tomó el poder, disolvió todos los partidos políticos y confiscó sus bienes y locales. Ante la cancelación de la actividad partidaria, la actividad política se manifestó en el sindicalismo y el movimiento estudiantil. En esos años creció el Movimiento Nacional Reformista (MNR), principalmente en Rosario, Santa Fe, Córdoba y Tucumán, participando a partir de 1969 de las puebladas insurreccionales, como el Cordobazo, el Rosariazo y el Tucumanazo. Como consecuencia de ese crecimiento, en 1971 el MNR llegó por primera vez a conducir la Federación Universitaria Argentina (FUA) en alianza con la agrupación radical alfonsinista Franja Morada, situación que se reiteraría en varias oportunidades durante las siguientes décadas. 
En 1972 la Ley de Partidos Políticos N.º 19.102 sancionada por la dictadura gobernante, reguló la reorganización de los partidos políticos y prohibió que llevaran el adjetivo «argentino», razón por la cual las dos secretarías del PSA (Selser y Coral) debieron cambiar su nombre al reorganizarse. 
En esas condiciones el PSA (Secretaría Coral) se fusionó con el Partido Revolucionario de los Trabajadores "La Verdad", liderado por Nahuel Moreno, para crear el Partido Socialista de los Trabajadores
El PSA (Secretaría Selser) realizó un acuerdo con el Movimiento de Acción Popular Argentino (MAPA) dirigido por Guillermo Estévez Boero, y otros grupos socialistas, para fundar el Partido Socialista Popular (PSP), quedando García Costa como secretario general y Estévez Boero como secretario del Interior.

#### Elecciones de 1973
Frente a las elecciones presidenciales de marzo de 1973, el PSP (exPSA) tomó la decisión de votar en blanco. Simultáneamente un sector del PSA-PSP liderado por Jorge Selser, disconforme con la postura electoral adoptada por el Congreso fundacional del PSP, se separó y constituyó el Movimiento Socialista de Liberación Nacional, que apoyó al FREJULI y la candidatura presidencial de Héctor J. Cámpora, que resultó vencedora. Por su parte, el PSD presentó la fórmula Américo Ghioldi-René Balestra y obtuvo 109.068 sufragios, equivalentes al 0,92%, ganando el municipio de General Pueyrredón. Ninguno de los partidos socialistas obtuvieron legisladores nacionales, ni gobernaciones.
Después de las elecciones de 1973, un grupo de dirigentes disconformes con los partidos socialistas existentes, formó la Confederación Socialista Argentina (CSA), que reunió entre otros dirigentes a Alicia Moreau de Justo y Héctor Polino. En 1975, Simón Lazara se separó del MSLN y fundó el Partido Socialista Unificado.

### 1976-1983: La última dictadura militar
Durante la dictadura de 1976-1983, autoproclamada "Proceso de Reorganización Nacional", el PSP mantuvo una actitud opositora respecto del gobierno de facto. El PSD, por su parte, apoyó críticamente a la dictadura, siendo Américo Ghioldi nombrado embajador en Portugal entre 1976 y 1979.
Por su parte, muchos dirigentes que por distanciamiento o expulsión se encontraban fuera de las estructuras orgánicas de los diferentes socialismos, militaron abiertamente contra del gobierno militar. Este es el caso del maestro Alfredo Bravo que, como uno de los miembros fundadores de la Asamblea Permanente por los Derechos Humanos, tuvo que soportar la persecución, el cautiverio y la tortura durante los años más oscuros de la historia política argentina.

### 1983-2001: De la vuelta de la democracia a La Alianza

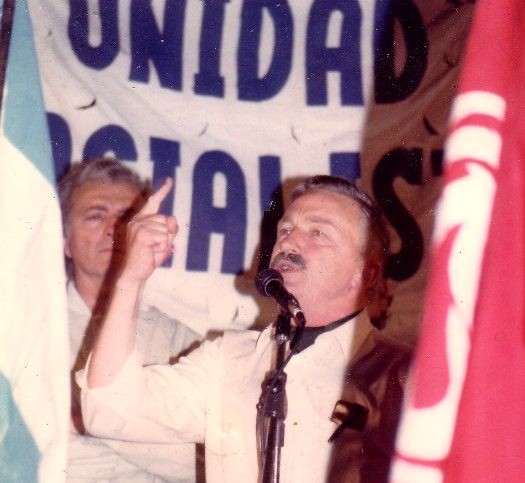
Guillermo Estévez Boero, elegido diputado nacional en 1987.

En 1983 el doctor Aldo Luis Arrighi (PSD) gana las elecciones municipales en la ciudad bonaerense de Zárate y se queda con la intendencia hasta 1995. La gestión de Arrighi logrará grandes cambios que fueron significativos hasta estos tiempos.
En 1987 Guillermo Estévez Boero (PSP) es elegido diputado nacional por Santa Fe, constituyéndose en el primer socialista en volver al Congreso de la Nación después de la muerte de Alfredo Palacios en 1965. En la legislatura de Santa Fe entran tres diputados bajo las siglas de Unidad Socialista (PSP-PSD): Juan Carlos Zabalza, Alejandro Rébola y Alejandro Tizón.
En 1989 el PSP gana la populosa ciudad de Rosario, y la gobernó hasta 2019 a través de los intendentes Héctor Cavallero (1989-1995), Hermes Binner (1995-2003), Miguel Lifschitz (2003-2011) y Mónica Fein (2011-2019).
En 1991 Alfredo Bravo (PSD) es elegido diputado nacional por la ciudad de Buenos Aires encabezando la lista de candidatos de la Unidad Socialista.
En 1994 tanto el Partido Socialista Democrático como el Partido Socialista Popular deciden integrar el Frente País Solidario (FREPASO), junto al Frente Grande de Carlos Chacho Álvarez y el partido PAIS de José Octavio Bordón y Patricia Bullrich. Esta coalición obtuvo en las elecciones presidenciales de 1995 el 29% de los votos, ubicándose como segunda fuerza a nivel nacional.
En 1995 una parte del Partido Socialista Popular, encabezados por el intendente Héctor Cavallero, decidió su alianza con el entonces presidente Carlos Saúl Menem (PJ). A raíz de esa decisión, sectores del PSP liderados por Hermes Binner y Rubén Giustiniani enfrentan en elecciones internas a Cavallero, que tras la derrota decide alejarse y conformar otro partido, denominado "Para el Progreso Social", con el cual mantiene su alianza con el Partido Justicialista, primero con Menem, luego con Duhalde y actualmente con el kirchnerismo.
En 1997 el FREPASO se une a la Unión Cívica Radical conformando la Alianza por el Trabajo, la Justicia y la Educación (La Alianza), coalición que obtuvo la victoria en las elecciones legislativas de ese año.
Dos años más tarde, la ALIANZA gana las elecciones nacionales en las que Fernando de la Rúa se consagra como presidente de la Nación. De esta forma, el socialismo accede por primera vez en su historia a posiciones de gobierno a nivel nacional, pero también, en esta coyuntura, el camino de los socialismos comienzan a bifurcarse nuevamente.
Tras la asunción de De La Rúa, el gobierno de la ALIANZA comenzó a desplegar una serie de medidas de marcado corte conservador, en una continuidad con la política económica y social aplicada durante el menemismo y contradiciendo la plataforma electoral de la propia coalición.
En este marco, los socialistas provenientes del PSD encabezados por Alfredo Bravo comienzan tomar distancia con respecto a las medidas del gobierno, hasta escindirse de la coalición ante la inminencia de la promulgación de una ley de flexibilización laboral finalmente sancionada. Así, el sector de Bravo conforma otro frente, el ARI, junto con sectores provenientes de otras fuerzas, identificados principalmente con el liderazgo de la entonces diputada radical Elisa Carrió. Por su parte, los socialistas provenientes del PSP comienzan su alejamiento del gobierno de De La Rúa a partir de la incorporación de Domingo Cavallo como ministro de Economía, en un contexto de crisis económica, social y política sin precedentes en la historia del país. Ese año, en las elecciones de octubre, el PSD concurrió como ARI y el PSP en distintas expresiones, ya alejados ambos de la convaleciente Alianza y del Frepaso que había avalado el nombramiento de Cavallo.

### 2002-2007: Reunificación e histórica victoria en Santa Fe
Con la vuelta a la democracia, el PSD y el PSP confluyeron en varias de las alianzas de centroizquierda que se sucedieron: con el Partido Intransigente, el Frente Grande, el Frepaso y por último, la Alianza. Estas coaliciones acercaron a ambos partidos y, una vez descartado el método aliancista, los llevaron a la fusión, que se verificó en 2002 cuando los dos partidos formaron el actual Partido Socialista.
Ese año, después de 44 años de división, socialistas democráticos y populares, con una conducción encabezada por Alfredo Bravo como presidente y Rubén Giustiniani como secretario general, recrearon un único Partido Socialista en la Argentina, elaborando una nueva declaración de principios y aprobando una carta orgánica nueva.
En la actualidad el Partido Socialista ocupa un lugar relevante en la provincia de Santa Fe, tercer distrito electoral del país, donde gobierna desde 1989 la ciudad de Rosario, en el Gobierno Provincial (Frente Progresista, Cívico y Social) y a nivel nacional cuenta con un bloque de seis diputados y un senador.

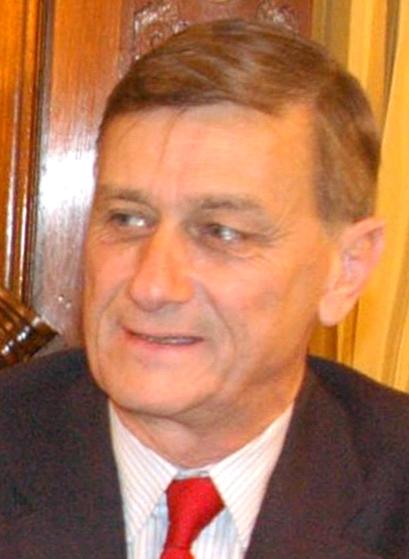
Hermes Binner, elegido gobernador de la provincia de Santa Fe 2007-2011.

En la elección presidencial de 2003, el primer acto electoral en el que el PS volvió a presentar un candidato propio a Presidente de la Nación, obtuvo el octavo lugar con 1,12% de los votos, con la fórmula Alfredo Bravo-Rubén Giustiniani. En las elecciones legislativas de 2005 el PS, integrando la alianza con la Unión Cívica Radical, el Partido Comunista, y el PDP, (el Frente Progresista Cívico y Social) ganó en el distrito de Santa Fe, promoviendo como gobernador a Hermes Binner, ex intendente de Rosario.
En las elecciones provinciales de Santa Fe de 2007, Binner llega a la gobernación como candidato del Frente Progresista Cívico y Social, incorporando al mismo al ARI, al vencer al oficialista Rafael Bielsa, poniendo fin a 24 años de gobernadores justicialistas en la provincia. Dé esta manera, Hermes Binner se convirtió en el primer gobernador socialista de la República Argentina.
En las elecciones provinciales de 2011, lo sucederá en la Gobernación de Santa Fe, Antonio Bonfatti.
En las elecciones nacionales de octubre de 2007 el Partido Socialista de la Provincia de Entre Ríos, logró por primera vez en su historia en esa provincia un diputado nacional: el ingeniero Lisandro Viale.

#### Otros conflictos
Desde la asunción de Néstor Kirchner como Presidente de la Nación en 2003, el Partido Socialista mantuvo una posición de independencia respecto del Gobierno (aunque se verificó un acercamiento al concepto de transversalidad por parte de dirigentes santafesinos), respaldando medidas que consideró positivas (como la política de derechos humanos, los cambios en la Corte Suprema, etc.) y cuestionando con alternativas otras medidas por entenderlas regresivas.
En 2007 el partido apoyó la candidatura presidencial de Elisa Carrió siendo el socialista Rubén Giustiniani el candidato a vicepresidente, conformando ambos la fórmula presidencial de la Confederación Coalición Cívica. 
Pese a ser un partido opositor al kirchnerismo, a mediados de 2007 Jorge Rivas, integrante de la conducción nacional del PS, asumió como vicejefe de Gabinete de la Nación, lo que generó controversia en el Comité Nacional del PS, puesto que el partido a nivel provincial había decidido, primero la incorporación de Rivas (y anteriormente de Basteiro) al gabinete nacional, y luego la conformación del Frente para la Victoria para las elecciones de octubre de ese mismo año. Poco antes, el Comité Nacional había rechazado un ofrecimiento similar que el Gobierno había realizado al dirigente socialista Héctor Polino que sometió la decisión al órgano partidario.
El sector de Rivas (Mayoritario en la Provincia de Buenos Aires) y otros dirigentes del mismo distrito profundizaron su inserción en el Gobierno, no solo accediendo a más cargos en la estructura nacional y en provincias gobernadas por el PJ y aliados parlamentarios, sino además al integrarse a listas electorales del Frente para la Victoria (FpV) en las elecciones nacionales a realizarse en octubre de ese año.
A raíz de estas controversias, el 28 de septiembre de 2008 el Congreso Nacional del Partido Socialista, en Santa Rosa, La Pampa, resolvió la intervención de la federación de la provincia de Bs. As. En 2009 la Comisión Nacional de Ética del PS resolvió la expulsión de los dirigentes bonaerenses Ariel Basteiro y Oscar R. González. En 2010 se llevó adelante una elección interna a nivel nacional para elegir a las nuevas autoridades partidarias, por un lado se presentó la lista de Rubén Giustiniani asociada al gobernador de Santa Fe, Hermes Binner, presentándose en oposición la lista encabezada por Jorge Rivas. El resultado fue alrededor de un 90 % en favor de la lista de Giustiniani y Binner y tan solo un 10 % para la lista de Rivas, quien ya debilitado, comienza junto a su sector interno a planear su salida del PS. En septiembre de 2011 forma una nueva corriente política a la que llamaron Unidad Socialista para la Victoria (USpV), reivindicando la permanencia en el gobierno nacional y en el Frente para la Victoria.

### 2007-2025: Actualidad del PS

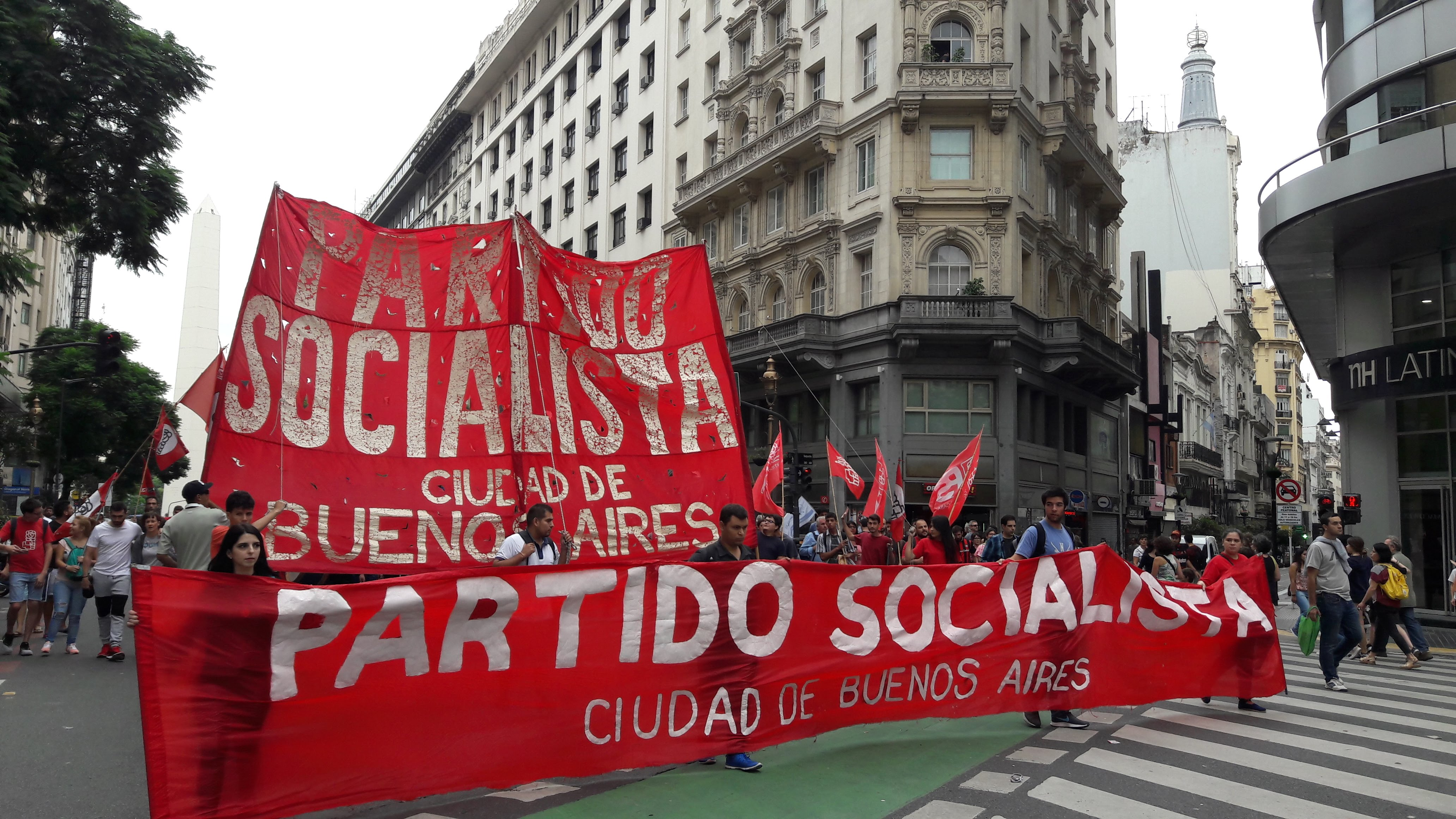
El PS de la Ciudad de Buenos Aires en la marcha del Día Nacional de la Memoria por la Verdad y la Justicia de 2018.

El Partido Socialista ratificó su política de independencia en relación con el gobierno nacional, y mantiene su criterio de respaldar las políticas positivas o reformistas y cuestionar los aspectos regresivos. Así apoyó a iniciativas como la supresión de las AFJP, el matrimonio igualitario, la asignación universal por hijo, la Ley de Medios, etc, aunque en casi todas ellas ha marcado aspectos insuficientes o modificaciones, que no siempre han sido consideradas por el oficialismo. Por otro lado, el socialismo reclama y ha presentado iniciativas parlamentarias en relación con otras cuestiones que considera equívocas o altamente negativas, tales como el sistema impositivo regresivo, la necesidad de transparentar las acciones públicas, el cumplimiento del federalismo, la falta de políticas de vivienda, la necesidad de efectivizar y ampliar derechos sociales, etc.
En 2011 con el socialismo como eje central se formó una alianza con otras fuerzas de centroizquierda denominada Frente Amplio Progresista que llevó como candidato presidencial a Hermes Binner, alcanzando el cuarto lugar en las elecciones primarias y el segundo lugar en las elecciones generales, con porcentajes superiores al 16 %. El FAP ha conseguido en esas elecciones un bloque de más de veinte diputados nacionales, presidido por el socialista Juan Carlos Zabalza, y cinco senadores nacionales.
En 2013 en las elecciones legislativas el PS se presentó en los diferentes distritos en diferentes alianzas, según la realidad de cada provincia. En la provincia de Santa Fe encabezó la lista de Diputados Nacionales Hermes Binner obteniendo 43 % ganando en 18 de las 19 jurisdicciones de la provincia.
El 21 de junio de 2015 el socialista Miguel Lifschitz fue elegido como nuevo gobernador de la Provincia de Santa Fe a partir del 10 de diciembre del mismo año, sumando 584.557 contra 582.781 votos obtenidos por Miguel del Sel, candidato por el partido PRO del presidente Mauricio Macri.
En junio de 2019 se anunció que, en la Ciudad Autónoma de Buenos Aires, el Partido Socialista formaría parte de la alianza Juntos por el Cambio, yendo a contramano de la línea partidaria a nivel nacional.
En 2019, tras doce años de gestión ininterrumpida en la provincia de Santa Fe, el partido socialista perdió la gobernación.
Frente a la segunda vuelta en las Elecciones presidenciales de Argentina de 2023 por unanimidad decide dar su apoyo a la formula de Unión por la Patria "en favor de la democracia y en contra de la propuesta autoritaria que encabeza Javier Milei”. Desde que asume la presidencia Javier Milei siguen siendo firme oposición. 

#### Elecciones internas de 2021
Las elecciones internas del 18 de abril correspondientes al periodo (2021-2023), luego extendido a 2024. Ocurrieron durante la cuarentena del Covid-19 y estuvieron marcadas por un muy bajo índice de participación debido a esto. Se presentaron 3 listas a nivel nacional:
- Socialismo en Movimiento: Representando al oficialismo partidario y llevando como candidata a ex intedenta de rosario Mónica Fein. Con su centro político en la provincia de Santa Fe que el socialismo había gobernado junto a los radicales durante 12 años en el FPCyS. Ideológicamente mantuvo una línea de centroizquierda moderada, buscando construir una "tercera vía" alternativa a la grieta Kirchnerismo–AntiKirchnerismo con sectores del centro como peronistas federales o radicales. En 2019 conformaron una alianza con Roberto Lavagna, en 2021 con Florencio Randazzo y en 2023 junto a Juan Schiaretti. En estas elecciones lograron imponerse nacionalmente y dirigir las federaciones de Santa Fe, Córdoba, Corrientes, Entre Ríos, Jujuy, La Pampa y Mendoza.

- Pluralismo Federal: Se conformó en torno al liderazgo del legislador porteño y exdiputado Roy Cortina, que gobierna desde 2006 la federación de CABA apoyado y financiado por Horacio Rodríguez Larreta. Capitalizó el descontento de muchos afiliados hacia la centralización del poder partidario en favor de Santa Fe en los últimos años, con un discurso "prágmatico" y antiKirchnerista apoyó abiertamente una incorporación total con Juntos por el Cambio, junto a los sectores de centroderecha y derecha de la UCR y el PRO. Conformando así un espacio "progresista" en la alianza conservadora. Este sector apoyó la candidatura de Larreta, y posteriormente de Bullrich en 2023. Cortina fue posteriormente desplazado del liderazgo de su sector en CABA luego de los terribles resultados de Larreta en todos los distritos durante las elecciones generales. Aun así en las internas lograron ganar en CABA, Buenos Aires y San Juan.

- Convergencia Socialista: Se conformó como una confederación del ala izquierdista del partido que empezó a gestarse luego intento fallido de intervención de intervenir la federación de CABA en 2019 y que rechazaban intransigentemente un acercamiento a Consenso Federal y Juntos por el Cambio. La lista llevó como candidato a presidente al exdiputado provincial santafesino Eduardo Di Pollina que dirige la corriente opositora Bases en su provincia. Si bien la corriente no mantuvo una postura oficial sobre las alianzas nacionales más allá de la necesidad de construir un frente progresista y popular, Di Pollina llamó a sus afiliados a votar por Alberto Fernández en las Elecciones presidenciales de Argentina de 2019. Aunque esta no haya sido una decisión muy bien recibida entre el resto de miembros de la lista. Desde entonces los sectores que quedaron de convergencia mantuvieron alianzas provinciales o municipales con sectores Kirchneristas pero también junto a otros partidos de izquierda como Libres del sur o hasta sectores del FIT-U. En estas elecciones ganaron las federaciones de Misiones, Neuquén, Río Negro y Túcuman.

|  | 52,72 % |

|  | 24,36 % |

|  | 22,91 % |

|  | 15,16 % |

|  | 84,08 % |

|  | 100 % |

|  | 50,56 % |

|  | 42,29 % |

|  | 7,15 % |

|  | 9,60 % |

|  | 90,40 % |

|  | 100 % |

|  | 88,60 % |

|  | 6,61 % |

|  | 4,79 % |

|  | 13,68 % |

|  | 86,32 % |

|  | 100 % |

|  | 80,00 % |

|  | 16,00 % |

|  | 4,00 % |

|  | 0,75 % |

|  | 99,25 % |

|  | 100 % |

|  | 63,41 % |

|  | 18,67 % |

|  | 17,93 % |

|  | 11,31 % |

|  | 88,69 % |

|  | 100 % |

|  | 48,98 % |

|  | 32,65 % |

|  | 18,37 % |

|  | 1,42 % |

|  | 98,58 % |

|  | 100 % |

|  | 50,40 % |

|  | 48,79 % |

|  | 0,81 % |

|  | 14,48 % |

|  | 85,52 % |

|  | 100 % |

|  | 55,41 % |

|  | 41,89 % |

|  | 2,70 % |

|  | 4,92 % |

|  | 95,08 % |

|  | 100 % |

|  | 89,30 % |

|  | 9,34 % |

|  | 1,36 % |

|  | 26,03 % |

|  | 73,97 % |

|  | 100 % |

|  | 92,00 % |

|  | 6,67 % |

|  | 1,33 % |

|  | 7,02 % |

|  | 92,98 % |

|  | 100 % |

|  | 84,26 % |

|  | 9,64 % |

|  | 6,09 % |

|  | 77,42 % |

|  | 19,35 % |

|  | 3,23 % |

|  | 0,91 % |

|  | 99,09 % |

|  | 100 % |

|  | 74,39 % |

|  | 25,61 % |

|  | 0,00 % |

|  | 7,95 % |

|  | 92,05 % |

|  | 100 % |

|  | 95,21 % |

|  | 3,42 % |

|  | 1,37 % |

|  | 6,86 % |

|  | 93,14 % |

|  | 100 % |

|  | 44,78 % |

|  | 31,34 % |

|  | 23,88 % |

|  | 6,11 % |

|  | 93,89 % |

|  | 100 % |

|  | 69,38 % |

|  | 29,56 % |

|  | 1,06 % |

|  | 26,92 % |

|  | 73,08 % |

|  | 100 % |

|  | 68,85 % |

|  | 26,54 % |

|  | 4,96 % |

|  | 15,18 % |

|  | 84,82 % |

|  | 100 % |

#### Elecciones internas de 2024
Las elecciones internas del 21 de abril correspondientes al periodo (2024-2026). Para estas elecciones el Comité Nacional Ejecutivo y las distintas facciones del partido acordaron presentar una lista de unidad con representantes de los distintos sectores del partido.
| Fórmula               | Fórmula | Fórmula | Fórmula | Lista                 | Lista                 | N.º                   | Votos     | %              | Bancas | Bancas | Bancas  |
| Presidente            | Comité Ejecutivo Nacional | Comisión Nacional de Ética | Comisión Nacional Revisora de Cuentas | Lista                 | Lista                 | N.º                   | Votos     | %              | Comité | Ética  | Cuentas |
| --------------------- | --- | --- | --- | --------------------- | --------------------- | --------------------- | --------- | -------------- | ------ | ------ | ------- |
| Mónica Fein           | Ver titulares: 1. Esteban Paulón (Santa Fe) 2. Ana Laura Klug (Entre Ríos) 3. Roy Cortina (CABA) 4. María Elena Barbagelata (CABA) 5. Matías Chamorro (Córdoba) 6. Erica Hynes (Santa Fe) 7. Ramón Tízon (Jujuy) 8. Jessica Soledad Barreto (CABA) 9. Paolo Etchepareborda (Río Negro) 10. Luciana Bó (Córdoba) 11. Luciano Burket (Buenos Aires) 12. Emilia Marchionnatti (Córdoba) 13. José Felice (Santa Fe) 14. Valeria Vargas (Buenos Aires) 15. Nicolás de la Cruz García (CABA) 16. Mariana López (Buenos Aires) 17. Santiago Haddad (Entre Ríos) 18. Vanesa Elena Temporetti (Buenos Aires) 19. Rubén Galassi (Santa Fe) 20. Alejandra Lorena Carbajal (Santa Fe) 21. Roberto Carlos Domínguez (Tucumán) 22. María Elvira Lavalle (CABA) 23. Juan Carlos Meillard (Entre Ríos) 24. Ayelén Florencia Cruz (Jujuy) 25. Rodolfo Lacabanne (Buenos Aires) Ver suplentes: 1. Micaela Meinero (Santa Fe) 2. Facundo Lanfranchi (Santa Fe) 3. Romina Hernández (Buenos Aires) 4. Guillermo Goldstein (CABA) 5. Sofía Gan (Entre Ríos) 6. Luciano Iznardo Ferreyra (Córdoba) 7. Graciel Julián (Córdoba) 8. Gastón Viola Gervasio (Entre Ríos) 9. Gabriela Bruno (Santa Fe) 10. Miguel Páez (Tucumán) 11. María Gracia González (Buenos Aires) 12. Martín Villain (Neuquén) 13. Gabriela Tourn Gallay (Santa Fe) 14. Rodrigo Giménez (Jujuy) 15. María Alejandra Aranda (CABA) 16. Juan Carlos Rosciani (Chaco) 17. Silvia Contreras (Tucumán) 18. Alejandro Gómez Masía (CABA) 19. Natalia Negre (Buenos Aires) 20. Martín Rabalde (Buenos Aires) 21. María Laura Corgniali (Santa Fe) 22. Viviana Morino (Buenos Aires) 23. Carlos Schwartz (CABA) 24. María Marcedes Gabay (CABA) 25. José Elvis Toto (CABA) | Ver titulares: 1. Alberto Rodríguez (Buenos Aires) 2. Victoria Marcuzzi (Santa Fe) 3. Nicolás Fantini (Córdoba) Ver suplentes: 1. Patricia Romina Mantek (Buenos Aires) 2. Carlos Claro Díaz (Entre Ríos) | Ver titulares: 1. Pablo Nicolás Zaburlin (Santa Fe) 2. María Consuelo Huergo (Buenos Aires) 3. Fernando Guevara (Córdoba) Ver suplentes: 1. Telma Puente (Santa Fe) 2. Marcos Lucas Francisco (Entre Ríos) 3. Florencia Colaianni (Buenos Aires) |                       | Unidad Socialista     | 1                     | Sin datos | Sin datos      | 26/26  | 3/3    | 3/3     |
| Participación         | Participación | Participación | Participación | Participación         | Participación         | Participación         | Sin datos | Sin datos      |        |        |         |
| Abstenciones          | Abstenciones | Abstenciones | Abstenciones | Abstenciones          | Abstenciones          | Abstenciones          | Sin datos | Sin datos      |        |        |         |
| Afiliados registrados | Afiliados registrados | Afiliados registrados | Afiliados registrados | Afiliados registrados | Afiliados registrados | Afiliados registrados | 106.684   | \| \| 100 % \| |        |        |         |
|                       | 100 % | | |                       |                       |                       |           |                |        |        |         |

### Agrupaciones y corrientes provinciales
Buenos Aires:
- Usina Socialista

Capital Federal:
- Agrupación Reformista

Catamarca:
- Corriente Alicia Moreau (Socialismo en Movimiento)

Córdoba:
- Corriente Socialista (Convergencia Socialista)

Entre Ríos
- Socialismo Futuro

San Luis
- Mirada Socialista (Socialismo en Movimiento)

Santa Fe:
- Bases (Convergencia Socialista)
- Convicción Socialista
- Fuerza del Territorio

Tucumán:
- Socialismo y Participación (Convergencia Socialista)
- Socialismo y Renovación (Socialismo en Movimiento)
- Agrupación Tucumán Vive

### Afiliaciones
| Año  | Afiliados | %    | Personería jurídica |
| ---- | --------- | ---- | ------------------- |
| 1998 | 100.918   | 1,27 | 19 Distritos        |
| 1999 | 100.452   | 1,23 | 19 Distritos        |
| 2000 | 100.449   | 1,28 | 19 Distritos        |
| 2001 | 99.005    | 1,19 | 19 Distritos        |
| 2002 | 99.803    | 1,22 | 18 Distritos        |
| 2003 | 103.067   | 1,22 | 19 Distritos        |
| 2004 | 103.760   | 1,25 | 19 Distritos        |
| 2005 | 109.303   | 1,32 | 19 Distritos        |
| 2006 | 114.749   | 1,38 | 20 Distritos        |
| 2007 | 115.420   | 1,39 | 20 Distritos        |
| 2008 | 116.948   | 1,38 | 20 Distritos        |
| 2009 | 122.382   | 1,33 | 21 Distritos        |
| 2010 | 124.835   | 1,48 | 19 Distritos        |
| 2011 | 121.998   | 1,49 | 19 Distritos        |
| 2012 | 124.582   | 1,54 | 19 Distritos        |
| 2013 | 124.373   | 1,52 | 19 Distritos        |
| 2014 | 125.617   | 1,53 | 19 Distritos        |
| 2015 | 128.083   | 1,52 | 19 Distritos        |
| 2016 | 122.137   | 1,46 | 17 Distritos        |
| 2017 | 120.234   | 1,44 | 17 Distritos        |
| 2018 | 117.157   | 1,43 | 16 Distritos        |
| 2019 | 114.478   | 1,39 | 16 Distritos        |
| 2020 | 114.599   | 1,42 | 16 Distritos        |
| 2021 | 109.158   | 1,35 | 15 Distritos        |
| 2022 | 106.880   | 1,32 | 15 Distritos        |
| 2023 | 106.684   | 1,31 | 14 Distritos        |
| 2024 | 104.268   | 1,31 | 13 Distritos        |

## Autoridades (2024-2026)
| Presidenta         | Mónica Fein             | Santa Fe        |  | SEM |
| Secretario General | Esteban Paulón          | Santa Fe        |  | SEM |
| Miembro            | Ana Laura Klug          | Entre Ríos      |  | SEM |
| Miembro            | Matías Chamorro         | Córdoba         |  | SEM |
| Miembro            | Mariana López           | Buenos Aires    |  | SEM |
| Miembro            | Ramiro Tizón            | Jujuy           |  | SEM |
| Miembro            | Maria Elena Barbagelata | Capital Federal |  | SEM |
| Miembro            | Luciano Burket          | Buenos Aires    |  | SEM |
| Miembro            | Jessica Soledad Barreto | Capital Federal |  | PF  |
| Miembro            | Roy Cortina             | Capital Federal |  | PF  |
| Miembro            | Lorena Carbajal         | Santa Fe        |  | CS  |
| Miembro            | Paolo Etchepareborda    | Río Negro       |  | CS  |

| Presidencia: Mónica Fein Secretaría General: Esteban Paulón Secretaría General Adjunta: Luciana Bo Secretaría de Organización: Luciano Burket Secretaría de Actas: Ana Laura Klug Secretaría Gremial: Paolo Etchepareborda Secretaría de la Mujer: Mariana López Secretaría de Cultura: María Elvira Lavalle Secretaría de Finanzas: Mariana López Secretaría de Relaciones Internacionales: Matías Chamorro Secretaría de Derechos Humanos: Maria Elena Barbagelata Secretaría de Asuntos Técnicos: José Felice | Secretaría de Inclusión de las Personas con Discapacidad: Gabriela Bruno Secretaría de Diversidad Sexual: Matias De Volder Secretaría de Ciencia y Técnica: Erica Hynes Secretaría de Relaciones Institucionales: Rubén Galassi Secretaría de Asuntos Municipales: Rodolfo Lacabanne Secretaría General de la Juventud Socialista de Argentina: Valeria Vargas Secretaría General del Movimiento Nacional Reformista: Santiago Haddad Directora de la Escuela de Formación Política: Elizabeth Fontao Director de La Vanguardia: Martín Appiolaza |

## Diputados nacionales
| Bloque Hacemos por Nuestro País Presidente: Miguel Ángel Pichetto | Bloque Hacemos por Nuestro País Presidente: Miguel Ángel Pichetto | Bloque Hacemos por Nuestro País Presidente: Miguel Ángel Pichetto | Bloque Hacemos por Nuestro País Presidente: Miguel Ángel Pichetto | Bloque Hacemos por Nuestro País Presidente: Miguel Ángel Pichetto |
| Retrato                                                           | Nombre                                                            | Provincia                                                         | Mandato                                                           | Mandato                                                           |
| Retrato                                                           | Nombre                                                            | Provincia                                                         | Inicio                                                            | Fin                                                               |
| ----------------------------------------------------------------- | ----------------------------------------------------------------- | ----------------------------------------------------------------- | ----------------------------------------------------------------- | ----------------------------------------------------------------- |
|                                                                   | Esteban Paulón                                                    | Santa Fe                                                          | 2023                                                              | 2027                                                              |
|                                                                   | Mónica Fein                                                       | Santa Fe                                                          | 2021                                                              | 2025                                                              |

## Distritos
| Representación y posicionamiento provincial | Representación y posicionamiento provincial | Representación y posicionamiento provincial | Representación y posicionamiento provincial | Representación y posicionamiento provincial | Representación y posicionamiento provincial | Representación y posicionamiento provincial | Representación y posicionamiento provincial | Representación y posicionamiento provincial | Representación y posicionamiento provincial | Representación y posicionamiento provincial | Representación y posicionamiento provincial | Representación y posicionamiento provincial |
| Provincia                                   | Alianza distrital                           | Alianza distrital                           | Legisladores nacionales                     | Legisladores nacionales                     | Alianza provincial                          | Alianza provincial                          | Legisladores provinciales                   | Legisladores provinciales                   | Situación                                   | Legisladores | Afiliados (2024)                            | Afiliados (2024)                            |
| Provincia                                   | Alianza distrital                           | Alianza distrital                           | Diputados                                   | Senadores                                   | Alianza provincial                          | Alianza provincial                          | Diputados                                   | Senadores                                   | Situación                                   | Legisladores | Registrados                                 | %                                           |
| ------------------------------------------- | ------------------------------------------- | ------------------------------------------- | ------------------------------------------- | ------------------------------------------- | ------------------------------------------- | ------------------------------------------- | ------------------------------------------- | ------------------------------------------- | ------------------------------------------- | --- | ------------------------------------------- | ------------------------------------------- |
| Buenos Aires                                |                                             | PU                                          | 0/70                                        | 0/3                                         |                                             | SBA                                         | 0/92                                        | 0/46                                        | Apoyo (SEM + US)                            | Sinrepresentación | 23.766                                      | 22,79%                                      |
| Capital Federal                             |                                             | PU                                          | 0/25                                        | 0/3                                         |                                             | EVO                                         | 0/60                                        |                                             | Apoyo (PF)                                  | Sinrepresentación | 13.763                                      | 13,20%                                      |
| Catamarca                                   |                                             | UP                                          | 0/5                                         | 0/3                                         |                                             | UP                                          | 0/41                                        | 0/16                                        | Apoyo                                       | Sinrepresentación | 1.357                                       | 1,30%                                       |
| Chaco                                       |                                             |                                             | 0/7                                         | 0/3                                         |                                             |                                             | 0/32                                        |                                             | Oposición                                   | Sinrepresentación | 4.059                                       | 3,89%                                       |
| Chubut                                      |                                             |                                             | 0/5                                         | 0/3                                         |                                             |                                             | 0/27                                        |                                             | Sin personería                              | Sinrepresentación |                                             |                                             |
| Córdoba                                     |                                             | PU                                          | 0/18                                        | 0/3                                         |                                             | HUxC                                        | 1/70                                        |                                             | Apoyo                                       | Ver legislador: - Matías Chamorro | 5.804                                       | 5,57%                                       |
| Corrientes                                  |                                             | VC                                          | 0/7                                         | 0/3                                         |                                             | VC                                          | 0/30                                        | 0/15                                        | Apoyo                                       | Sinrepresentación | 3.370                                       | 3,23%                                       |
| Entre Ríos                                  |                                             |                                             | 0/9                                         | 0/3                                         |                                             |                                             | 1/34                                        | 0/17                                        | Apoyo                                       | Ver diputado: - Juan Manuel Rossi | 4.799                                       | 4,60%                                       |
| Formosa                                     |                                             |                                             | 0/5                                         | 0/3                                         |                                             |                                             | 0/30                                        |                                             | Sin personería                              | Sinrepresentación |                                             |                                             |
| Jujuy                                       |                                             | JC                                          | 0/6                                         | 0/3                                         |                                             | JC                                          | 0/48                                        |                                             | Apoyo                                       | Sinrepresentación | 2.410                                       | 2,31%                                       |
| La Pampa                                    |                                             |                                             | 0/5                                         | 0/3                                         |                                             |                                             | 0/30                                        |                                             | Sin personería                              | Sinrepresentación |                                             |                                             |
| La Rioja                                    |                                             |                                             | 0/5                                         | 0/3                                         |                                             |                                             | 0/36                                        |                                             | Sin personería                              | Sinrepresentación |                                             |                                             |
| Mendoza                                     |                                             | PU                                          | 0/10                                        | 0/3                                         |                                             | PU                                          | 0/48                                        | 0/38                                        | Oposición                                   | Sinrepresentación | 3.988                                       | 3,82%                                       |
| Misiones                                    |                                             |                                             | 0/7                                         | 0/3                                         |                                             |                                             | 0/40                                        |                                             | Sin personería                              | Sinrepresentación |                                             |                                             |
| Neuquén                                     |                                             | N                                           | 0/5                                         | 0/3                                         |                                             | N                                           | 0/35                                        |                                             | Apoyo                                       | Sinrepresentación | 2.205                                       | 2,11%                                       |
| Río Negro                                   |                                             | UP                                          | 0/5                                         | 0/3                                         |                                             | UP                                          | 0/46                                        |                                             | Oposición                                   | Sinrepresentación | 2.396                                       | 2,30%                                       |
| Salta                                       |                                             |                                             | 0/7                                         | 0/3                                         |                                             |                                             | 0/60                                        | 0/23                                        | Sin personería                              | Sinrepresentación |                                             |                                             |
| San Juan                                    |                                             |                                             | 0/6                                         | 0/3                                         |                                             |                                             | 0/36                                        |                                             | Sin personería                              | Sinrepresentación |                                             |                                             |
| San Luis                                    |                                             |                                             | 0/5                                         | 0/3                                         |                                             |                                             | 0/43                                        | 0/9                                         | Sin personería                              | Sinrepresentación |                                             |                                             |
| Santa Cruz                                  |                                             |                                             | 0/5                                         | 0/3                                         |                                             |                                             | 0/24                                        |                                             | Sin personería                              | Sinrepresentación |                                             |                                             |
| Santa Fe                                    |                                             | PU                                          | 2/19                                        | 0/3                                         |                                             | U                                           | 14/50                                       | 1/19                                        | Coalición (SEM)                             | Ver legisladores:Diputados: - Clara García - Rosana Laura Bellatti - Pablo Gustavo Farías - Joaquín Andrés Blanco - Varinia Luciana Drisun - Lionella Cattalini - Antonio Bonfatti - Gisel Mahmud - Leonardo Gabriel Calaianov - Rubén Darío Galassi - María del Rosario Mancini - Mariano Rafael Cuvertino - Sergio Javier Rojas - Sofía Victoria Masutti Senador - Julio Francisco Garibaldi | 31.946                                      | 30,64%                                      |
| Santa Fe                                    |                                             | FAS                                         | 2/19                                        | 0/3                                         |                                             | FAS                                         | 1/50                                        | 0/19                                        | Oposición (Bases y FdT)                     | Ver diputada: - Claudia Balagué | 31.946                                      | 30,64%                                      |
| Santiago del Estero                         |                                             |                                             | 0/7                                         | 0/3                                         |                                             |                                             | 0/40                                        |                                             | Sin personería                              | Sinrepresentación |                                             |                                             |
| Tierra del Fuego                            |                                             |                                             | 0/5                                         | 0/3                                         |                                             |                                             | 0/15                                        |                                             | Sin personería                              | Sinrepresentación |                                             |                                             |
| Tucumán                                     |                                             | UxT                                         | 0/9                                         | 0/3                                         |                                             | UxT                                         | 0/49                                        |                                             | Oposición                                   | Sinrepresentación | 4.405                                       | 4,22%                                       |
| TOTAL                                       |                                             |                                             | 2/257                                       | 0/72                                        |                                             |                                             | 17/1016                                     | 1/183                                       | 13 Distritos                                | | 104.268                                     | 1,31%                                       |

## Figuras del socialismo argentino
Entre los más renombrados socialistas de la Argentina figuran:
- Alicia Moreau (1885-1986) fue una de las primeras médicas de la Argentina y por años editora del diario socialista "La Vanguardia", ampliamente respetada por casi todos los socialistas a su muerte, centenaria, en 1986;
- Juan B. Justo (1865-1928), esposo de la anterior, médico y escritor, diputado y senador nacional por la Capital Federal, además de líder del partido desde su fundación (1896) hasta su muerte (1928);
- Alfredo Palacios (1878-1965), abogado, primer parlamentario socialista del continente americano (1904), y posteriormente, senador (1961), pensador y destacado polemista, fue rector de la Universidad Nacional de La Plata.
- Julieta Lanteri (1873-1932), médica y dirigente feminista. Fue la primera mujer en votar en América Latina en 1911.
- José Ingenieros (1877-1925), pensador que nutrió el ideario reformista.
- Enrique Del Valle Iberlucea (1877-1921), fue el primer senador socialista de América, derrotando en la Capital Federal a los candidatos radicales y conservadores en 1913.
- Mario Bravo (1882-1944)
- Nicolás Repetto (1871-1965)
- Manuel Ugarte (1875-1951)
- Teodoro Bronzini (1881-1981), uno de los intendentes más reconocidos en la historia de la ciudad de Mar del Plata, dónde su actividad, tanto pública como privada, se extendió por más de 60 años.
- Judit López Faget (1917-1989), abogada, primera parlamentaria socialista (mujer) del continente americano (1958) cuando fue elegida diputada provincial de la provincia de Buenos Aires por la 5° sección electoral; fue varias veces diputada provincial y concejal en Mar del Plata (1973-1976).
- Ernesto Jaimovich (1943-1995), fundador del Partido Socialista Popular en 1972, presidente de la Federación Universitaria Argentina en 1971, secretario general del Partido Socialista Popular de la ciudad de Buenos Aires, concejal de la ciudad de Buenos Aires.
- Alfredo Bravo (1925-2003), fundador del sindicato docente CTERA, luchador por los derechos humanos y respetado legislador en las últimas décadas del siglo XX, fue el primer presidente del Partido Socialista luego de su reunificación y candidato presidencial por el PS en 2003. Fallece ese mismo año, al poco tiempo de la elección
- Guillermo Estévez Boero (1930-2000), organizador de la lucha obrero estudiantil contra la privatización de las universidades en 1958 (Laica o Libre); presidente de la Federación Universitaria Argentina en 1959, fundador del MNR en 1960, fundador del Partido Socialista Popular en 1972, con una posición opositora en la dictadura militar de 1976 a 1983, candidato a presidente por el PSP en 1983, miembro del Consejo para Consolidar la Democracia entre 1985-1987, electo como primer diputado nacional socialista en más de 25 años en 1987, desempeñó un rol decisivo en el acuerdo definitivo de límites entre Argentina y Chile, falleció en 2000.
- Aldo Luis Arrighi, exintendente de la ciudad de Zárate, provincia de Buenos Aires. Gobernó la ciudad por doce años consecutivos (1983-1995) y muchos consideran su gestión como la mejor que se haya visto en la ciudad en mucho tiempo.
- Hermes Binner (1943-2020), fue presidente del partido, médico, secretario de Salud de la Municipalidad de Rosario 1989-1993, concejal 1993-1995, intendente de la ciudad de Rosario por dos períodos consecutivos 1995-2003, diputado nacional 2005-2007, gobernador de la provincia de Santa Fe 2007-2011, por un frente del PS, la UCR, el ARI, el PDP, y con el apoyo del Comunismo (el Frente Progresista, Cívico y Social); se consagra como el primer gobernador socialista de la Argentina en 2007. Fue también Diputado Nacional 2013-2017.
- Norberto La Porta (1938-2007), maestro normal nacional, histórico dirigente socialista porteño. Fue concejal, secretario de Medio Ambiente de la Ciudad de Buenos Aires, legislador y constituyente porteño. Falleció en 2007
- Roy Cortina (1964-), actual presidente del Partido Socialista en la Ciudad de Buenos Aires. 1996: Convencional Constituyente de la Ciudad de Buenos Aires; 2000-2003: Elegido legislador porteño por el Partido Socialista y reelegido en 2003; 2006: Elegido presidente del Partido Socialista de la Ciudad de Buenos Aires; actual legislador por el bloque del Partido Socialista en la Ciudad de Buenos Aires.
- Silvia Augsburger (1962-), promotora y coautora de la ley de matrimonio igualitario
- Rubén Giustiniani (1955-), ha ocupado diversos cargos municipales en la ciudad de Rosario, fue concejal, diputado nacional, y actualmente, desde 2003, ocupa el cargo de senador nacional por la provincia de Santa Fe (recientemente reelecto).
- Antonio Bonfatti, cofundador del Partido Socialista Popular junto a Guillermo Estévez Boero, Hermes Binner y otros dirigentes. Exministro de Gobierno y Reforma del Estado de Santa Fe. Fue intendente de Las Parejas y Diputado Provincial de Santa Fe. Gobernador de Santa Fe, desde el 10 de diciembre del 2011 hasta el 9 de diciembre de 2015.
- Ricardo Cuccovillo (1951-), diputado nacional por la provincia de Buenos Aires, elegido en 2007 renueva su banca para el período 2011-2015. Actualmente secretario general del partido en la provincia, estuvo afiliado desde 1966 y fue cofundador del Partido Socialista Popular en 1972, además de integrar a lo largo de los años diversas juntas ejecutivas en Capital y Provincia.
- Héctor Polino (1933-2022), defensor de los derechos de los consumidores, militante socialista durante más de 70 años (PS, PSA, CSA, PSD, PS).

## Resultados electorales

### Elecciones presidenciales
|  | 9,21 % |

|  | 9,48 % |

|  | 4,81 % |

|  | 34,66 % |

|  | 2,59 % |

|  | 45,65 % |

|  | 0,74 % |

|  | 3,22 % |

|  | 3,38 % |

|  | 3,64 % |

|  | 0,92 % |

|  | 0,34 % |

|  | 0,14 % |

|  | 1,43 % |

|  | 29,30 % |

|  | 48,37 % |

|  | 1,12 % |

|  | 23,04 % |

|  | 16,81 % |

|  | 2,51 % |

|  | 6,14 % |

|  | 6,73 % |

### Elecciones a la cámara de diputados
|  | 0,99 % |

|  | 2,12 % |

|  | 49,06 % |

|  | 6,20 % |

|  | 47,62 % |

|  | 9,30 % |

|  | 7,46 % |

|  | 8,73 % |

|  | 23,75 % |

|  | 11,69 % |

|  | 10,04 % |

|  | 10,44 % |

|  | 15,29 % |

|  | 11,48 % |

|  | 5,31 % |

|  | 8,58 % |

|  | 27,02 % |

|  | 12,38 % |

|  | 19,28 % |

|  | 10,10 % |

|  | 9,21 % |

|  | 5,67 % |

|  | 6,46 % |

|  | 8,43 % |

|  | 9,66 % |

|  | 4,95 % |

|  | 5,96 % |

|  | 1,03 % |

|  | 3,21 % |

|  | 4,76 % |

|  | 5,36 % |

|  | 2,89 % |

|  | 1,59 % |

|  | 3,89 % |

|  | 3,89 % |

|  | 1,90 % |

|  | 2,06 % |

|  | 0,23 % |

|  | 0,05 % |

|  | 0,82 % |

|  | 0,24 % |

|  | 1,49 % |

|  | 1,63 % |

|  | 2,71 % |

|  | 3,70 % |

|  | 2,85 % |

|  | 19,94 % |

|  | 36,61 % |

|  | 40,02 % |

|  | 19,65 % |

|  | 9,09 % |

|  | 10,61 % |

|  | 24,61 % |

|  | 19,48 % |

|  | 13,51 % |

|  | 18,04 % |

|  | 6,68 % |

|  | 5,17 % |

|  | 9,78 % |

|  | 23,95 % |

|  | 23,40 % |

### Elecciones al senado
|  | 47,50 % |

|  | 48,83 % |

|  | 36,97 % |

|  | 18,66 % |

|  | 12,31 % |

|  | 1,44 % |

|  | 7,82 % |

|  | 27,05 % |

|  | 11,31 % |

|  | 16,99 % |

|  | 10,61 % |

|  | 1,79 % |

|  | 23,90 % |

|  | 12,46 % |

|  | 22,65 % |

### Elecciones al Parlamento del Mercosur
|  | 4,55 % |

|  | 3,05 % |

|  | 16,11 % |

|  | 6,62 % |

### Elecciones legislativas en Capital Federal
|  | 2,46 % |

|  | 1,41 % |

|  | 1,71 % |

|  | 4,57 % |

|  | 7,51 % |

|  | 10,70 % |

|  | 34,71 % |

|  | 56,03 % |

|  | 36,66 % |

|  | 31,44 % |

|  | 4,97 % |

|  | 18,54 % |

|  | 2,82 % |

|  | 12,90 % |

|  | 24,59 % |

|  | 23,51 % |

|  | 12,68 % |

|  | 54,22 % |

|  | 46,83 % |

|  | 49,73 % |

|  | 2,31 % |

### Elecciones de convencionales constituyentes
|  | 8,03 % |

|  | 3,12 % |